# Liste des chansons de Serge Gainsbourg
Serge Gainsbourg a écrit 485 chansons, aussi bien pour lui que pour d'autres interprètes. Il a notamment écrit pour Juliette Gréco, France Gall et Françoise Hardy.
Les reprises des chansons de Serge Gainsbourg sont extrêmement nombreuses : on recense plus de mille interprétations différentes depuis 1958. Les « reprises » sont à distinguer des titres créés pour des interprètes.

## Albums de Serge Gainsbourg

### Du chant à la une!(1958)
- Le Poinçonneur des Lilas
- La Recette de l'amour fou
- Douze belles dans la peau
- Ce mortel ennui
- Ronsard 58 * (paroles de Serge Barthélémy, musique composée par Serge Gainsbourg)
- La Femme des uns sous le corps des autres
- L'Alcool
- Du jazz dans le ravin
- Charleston des déménageurs de piano

### Titre paru uniquement en 45 tours (1958)
- La Jambe de bois (Friedland)

### Serge Gainsbourgno2(1959)
- Le Claqueur de doigts
- La Nuit d'octobre (paroles adaptées d'un poème d’Alfred de Musset, musique composée par Serge Gainsbourg)
- Adieu créature
- L'Anthracite
- Mambo miam miam
- Indifférente (paroles de Serge Gainsbourg, musique composée par Alain Goraguer)
- Jeunes femmes et vieux messieurs
- L'Amour à la papa

### L'Étonnant Serge Gainsbourg(1961)
- La Chanson de Prévert
- En relisant ta lettre
- Le Rock de Nerval (paroles adaptées de Gérard de Nerval)
- Les Oubliettes
- Chanson de Maglia (paroles adaptées de Victor Hugo)
- Viva villa
- Les Amours perdues
- Les femmes, c'est du chinois
- Personne
- Le Sonnet d'Arvers (paroles adaptées de Félix Arvers)

### Serge Gainsbourgno4(1962)
- Les Goémons
- Black Trombone
- Baudelaire (paroles adaptées de Charles Baudelaire)
- Intoxicated Man
- Quand tu t'y mets
- Les Cigarillos
- Requiem pour un twisteur
- Ce grand méchant vous (Francis Claude a co-écrit les paroles)

### Gainsbourg Confidentiel(1963)
- Chez les yé-yé
- Sait-on jamais où va une femme quand elle vous quitte
- Le Talkie-walkie
- La Fille au rasoir
- La Saison des pluies (Elek Bacsik a co-écrit les paroles)
- Elaeudanla Téïtéïa
- Scenic Railway
- Le Temps des yoyos
- Amour sans amour
- No, No Thank's, No
- Maxim's
- Negative Blues

### Gainsbourg Percussions
- Joanna
- Là-bas c'est naturel
- Pauvre Lola (avec le rire de France GallNote 3,Note 4,4)
- Quand mon 6,35 me fait les yeux doux
- Machins choses
- Les Sambassadeurs
- New York U.S.A.
- Couleur Café
- Marabout
- Ces petits riens
- Tatoué Jérémie
- Coco and Co

### Anna(1967)
- Sous le soleil exactement (orchestre)
- Sous le soleil exactement
- C'est la cristallisation comme dit Stendhal
- Pas mal, pas mal du tout
- J'étais fait pour les sympathies
- Photographes et religieuses (orchestre)
- Rien, rien, j'disais ça comme ça
- Un jour comme un autre
- Boomerang
- Un poison violent c'est ça l'amour
- De plus en plus, de moins en moins
- Roller Girl
- Ne dis rien
- Pistolet Jo
- G. I. Jo
- Je n'avais qu'un seul mot à lui dire

### Initials B.B.(1968)
- Initials B.B.
- Comic Strip
- Bloody Jack
- Docteur Jekyll et Monsieur Hyde
- Torrey Canyon
- Shu Ba Du Ba Loo Ba
- Ford Mustang
- Bonnie and Clyde (avec Brigitte Bardot)
- Black and White
- Qui est "in" qui est "out"
- Hold Up
- Marilu

Bonus de la réédition CD (2001)			
- Chatterton
- Comic Strip
- Torrey Canyon
- Hold Up
- Chatterton
- Requiem pour un con (B.O. du film Le Pacha)

### Bonnie and Clyde(1968)
- Bonnie and Clyde (en duo avec Brigitte Bardot)
- Bubble Gum (chanté par Brigitte Bardot)
- Comic Strip
- Un jour comme un autre (chanté par Brigitte Bardot)
- Pauvre Lola
- L'eau à la bouche
- La Javanaise
- La Madrague (chanté par Brigitte Bardot)
- Intoxicated Man
- Everybody Loves My Baby (chanté par Brigitte Bardot)
- Baudelaire
- Docteur Jekyll and Mister Hyde

### Histoire de Melody Nelson(1971)
- Melody
- Ballade de Melody Nelson
- Valse de Melody
- Ah ! Melody
- L'hôtel particulier
- En Melody
- Cargo culte

### Vu de l'extérieur(1973)
- Je suis venu te dire que je m'en vais
- Vu de l'extérieur
- Panpan cucul
- Par hasard et pas rasé
- Des vents des pets des poums
- Titicaca
- Pamela Popo
- La poupée qui fait
- L'hippopodame
- Sensuelle et sans suite

### Rock Around the Bunker(1975)
- Nazi Rock
- Tata teutonne
- J'entends des voix off
- Eva
- Smoke Gets in Your Eyes
- Zig-zig avec toi (Sieg-sieg avec toi)
- Est-ce est-ce si bon ? (SS si bon ?)
- Yellow Star
- Rock Around the Bunker
- SS in Uruguay

### L'Homme à tête de chou(1976)
- L'homme à tête de chou
- Chez Max coiffeur pour hommes
- Marilou Reggae
- Transit à Marilou
- Flash Forward
- Aéroplanes
- Premiers symptômes
- Ma Lou Marilou9
- Variations sur Marilou
- Meurtre à l'extincteur
- Marilou sous la neige
- Lunatic Asylum

### Aux armes et cætera(1979)
- Javanaise Remake
- Aux armes et cætera
- Les locataires
- Des laids des laids
- Brigade des stups
- Vieille Canaille (You Rascal You)
- Lola Rastaquouère
- Relax Baby Be Cool
- Daisy Temple
- Eau et gaz à tous les étages
- Pas long feu
- Marilou Reggae Dub

### Mauvaises nouvelles des étoiles(1981)
- Overseas Telegram
- Ecce Homo
- Mickey maousse
- Juif et dieu
- Shush shush Charlotte
- Toi mourir
- La Nostalgie camarade
- Bana basadi balalo
- Evguénie Sokolov
- Negusa Nagast
- Strike
- Bad News from the Stars

### Love on the Beat(1984)
- Love on the Beat
- Sorry Angel
- Hmm Hmm Hmm
- Kiss Me Hardy
- No Comment
- I'm the Boy
- Harley David (Son of a Bitch)
- Lemon Incest - avec Charlotte Gainsbourg

### You're Under Arrest(1987)
- You're Under Arrest
- Five Easy Pisseuses
- Baille Baille Samantha
- Suck Baby Suck
- Gloomy Sunday (adaptée par Jean Marèze et François-Eugène Gonda sous le titre Sombre dimanche)
- Aux enfants de la chance
- Shotgun
- Glass Securit
- Dispatch Box
- Mon légionnaire (Raymond Asso, Marguerite Monnot)

## Chansons pourBrigitte Bardot
- Harley-Davidson, titre phare de cette sublime chanteuse et actrice.
- Comic Strip et Bonnie and Clyde, auxquels titres l'on peut entendre un duo avec Serge Gainsbourg.
- Je t’aime moi non plus initialement prévue pour Brigitte Bardot avant d’être chantée par Jane Birkin. Elle est ressortie dans des compilations de Brigitte Bardot.

## Chansons pourJane Birkin
- 1969 : Jane B
- 1971 : La Décadanse
- 1976 : Ballade de Johnny Jane
- 1978 : Ex fan des sixties
- 1983 : Les Dessous chics
- 1983 : Fuir le bonheur de peur qu'il ne se sauve
- 1983 : Baby Alone in Babylone

## Chansons écrites ou composées pour d'autres interprètes & Reprises de Gainsbourg par ses interprètes
Les « créations d'interprètes » sont à distinguer des titres « repris » par d'autres chanteurs.
En tout, Serge Gainsbourg a écrit 485 chansons, plus 21 autres dont le texte s'est perdu ou dont il ne reste que des bribes.

### Isabelle Adjani
- 1983 : Pull marine (Isabelle Adjani a co-écrit les paroles avec Serge Gainsbourg)

### Alain Chamfort
- 1977 : paroles de l’album Rock'n rose,
- 1979 : paroles de trois titres de l’album Poses dont Manureva,
- 1981 : paroles de l’album Amour année zéro excepté un titre, avec la chanson : Bambou.

### Petula Clark
- 1962 : Les Incorruptibles
- 1966 : La Gadoue

### Dani
- 1975 : Comme un boomerang (initialement prévue pour l'Eurovision 1975, finalement sortie en 2001 en duo avec Étienne Daho)

### Catherine Deneuve
- 1980 : Dieu fumeur de havanes (en duo avec Serge Gainsbourg)

### Claude François
- 1967 : Hip Hip Hip Hurrah

### Charlotte Gainsbourg
- Ouvertures éclair
- Oh Daddy oh
- Don't forget to forget me
- Plus doux avec moi
- Pour ce que tu n'étais pas
- Elastique
- Zéro pointé vers l'infini (musique de Matveï Blanter)
- Lemon Incest

### France Gall
- 1964 : Laisse tomber les filles
- 1964 : N'écoute pas les idoles (parue sur l'album N'écoute pas les idoles)
- 1965 : Poupée de cire poupée de son (pour le Concours Eurovision de la chanson 1965)
- 1966 : Baby Pop (parue sur l'album Baby Pop)
- 1966 : Attends ou va-t'en (parue sur l'album Baby Pop)
- 1966 : Nous ne sommes pas des anges (parue sur l'album Baby Pop)
- 1966 : Les Sucettes (parue sur l'album Les sucettes)
- 1967 : Teenie Weenie Boppie
- 1967 : Dents de lait dents de loup (duo avec Serge Gainsbourg, diffusion TV 1967, édition vidéodisque 1994)
- 1967 : Nefertiti (parue sur l'album 1968)
- 1967 : Qui se souvient de Caryl Chessman ? (inédit, 1967) (On sait seulement qu'il s'agit d'une contribution Gall / Gainsbourg.)
- 1972 : Frankenstein
- 1972 : Les Petits Ballons

### Juliette Gréco
- 1959 : Il était une oie
- 1959 : Les Amours perdues
- 1959 : L'Amour à la papa
- 1959 : La Jambe de bois (Friedland)
- 1962 : Accordéon
- 1962 : La Valse de l'au revoir
- 1963 : La Javanaise
- 1963 : Strip-tease
- 1971 : Le Sixième Sens
- 1971 : Un peu moins que tout à l'heure
- 2003 : Un peu moins que tout à l'heure (nouvelle version)
- 2006 : La Chanson de Prévert

### Françoise Hardy
- 1968 : Comment te dire Adieu (parue sur l'album Comment te dire Adieu)
- 1968 : L’Anamour
- 1973 : L'Amour en privé (parue sur l'album Message personnel)

### Zizi Jeanmaire
- Zizi t'as pas de sosie
- À poil ou à plumes
- Le Rent'dedans
- Tout le monde est musicien
- Élisa
- Les Millionnaires
- Les Bleus sont les plus beaux bijoux
- King Kong
- Dessous mon pull

### Valérie Lagrange
- 1965 : La Guérilla

### Vanessa Paradis
- L'Amour à deux (paroles de Gainsbourg, musique de Franck Langolff)
- Dis-lui toi que je t'aime (paroles de Gainsbourg, musique de Franck Langolff)
- L'Amour en soi (paroles de Gainsbourg, musique de Franck Langolff)
- La Vague à lames (paroles de Gainsbourg, musique de Franck Langolff)
- Ophélie (paroles de Gainsbourg, musique de Franck Langolff)
- Flagrant délire (paroles de Gainsbourg, musique de Franck Langolff)
- Tandem (paroles de Gainsbourg, musique de Franck Langolff)
- Au charme non plus (paroles de Gainsbourg, musique de Franck Langolff)
- Variations sur le même t'aime (paroles de Gainsbourg, musique de Franck Langolff)
- Amour jamais (paroles de Gainsbourg, musique de Franck Langolff)
- Ardoise (paroles de Gainsbourg, musique de Franck Langolff)

### Régine
- Les P'tits Papiers
- Les Femmes ça fait pédé
- Pourquoi un pyjama ?
- Il s'appelle reviens
- Ouvre la bouche ferme les yeux
- Mallo Mallory
- Loulou
- Laisses-en un peu pour les autres
- Si t'attends qu'les diamants t'sautent au cou
- Tic tac toe
- Capone et sa p'tite phyllis
- Les Bleus
- J'te prête Charlie (trio avec Marie Laforêt chez les Carpentier)
- Ah ces gigolos rigolos (titre incertain, inédit tv pour un show des Carpentier)

### Par ordre chronologique

#### 1958
- 1958 : Douze belles dans la peau : Michèle Arnaud, EP L'Ombre sous la mer
- 1958 : La Recette de l'amour fou : Michèle Arnaud, EP L'Ombre sous la mer
- 1958 : Jeunes femmes et vieux messieurs : Michèle Arnaud, EP Jeunes Femmes et Vieux Messieurs

#### 1959
- 1959 : Il était une oie : Juliette Gréco – Gréco chante Gainsbourg (avril 1959) – EP, création
- 1959 : Les Amours perdues : Juliette Gréco – Gréco chante Gainsbourg (avril 1959) – EP, création
- 1959 : Défense d’afficher : Juliette Gréco – Jolie Môme 1959-1963 (novembre 1990) – CD, reprise
- 1959 : Mes petites odalisques : Hugues Aufray – Le Poinçonneur des Lilas (mars 1959) – EP, création
- 1959 : Il était une oie : Michèle Arnaud – Mortefontaine (août 1959) – EP, reprise
- 1959 : La Recette de l’amour fou : Juliette Gréco – Bonjour tristesse (octobre 1968) – LP, reprise

#### 1960
- Le Cirque : Catherine Sauvage – Gainsbourg chanté par… (décembre 1996) – CD, création
- Les Nanas Au Paradis : Catherine Sauvage – Gainsbourg chanté par… (décembre 1996) – CD, création
- Cha-cha-cha des Chauves : Michèle Arnaud – (1er avril 1960) – inédit radio, création
- La Chanson de Prévert : Michèle Arnaud – Le bleu de l’été : super 45 tours, EP (Pathé 6 février 1961), création
- Le Poinçonneur des Lilas (en concert) : Jean Claude Pascal – EP À Bobino (6 mars 1961), reprise

#### 1961
- Les Oubliettes : Jean-Claude Pascal – EP Les cornemuses (27 mars 1961) – création
- En relisant ta lettre : Jean-Claude Pascal – EP Nous les amoureux (EGF 529)

#### 1962
- Vilaine Fille, Mauvais Garçon : Petula Clark
- Jusqu’à où, jusqu’à quand : Juliette Gréco
- Valse de l'au revoir : Juliette Gréco
- Black trombone : Catherine Sauvage
- L’Assassinat de Franz Lehár : Catherine Sauvage
- Baudelaire : Catherine Sauvage
- Chanson pour Tezigue : Philippe Clay
- Vilaine Fille, Mauvais Garçon : Petula Clark
- L’Appareil à sous : Brigitte Bardot
- Je me donne à qui me plaît : Brigitte Bardot

#### 1963
- Maxim's : Serge Reggiani – Ma liberté – EP, création
- La Chanson de Prévert : Isabelle Aubret (avec Gainsbourg)
- Les Feuilles mortes : Isabelle Aubret (avec Gainsbourg)
- La Saison des pluies : Jackie Laurence – Radio
- Les Yeux pour pleurer : Nana Mouskouri
- Il n'y a plus d'abonné au numéro que vous avez demandé : Isabelle Aubret (musique Henri Salvador)
- L'Appareil à sous : Jean-Claude Pascal (reprise)
- La Belle et le Blues : Brigitte Bardot
- Rue de mon Paris : Dalida (avec Gainsbourg) (musique Francis Lopez) – BO L’Inconnue de Hong Kong (2 août 1963) – VHS, création
- Strip-tease : Juliette Gréco
- La Saison des pluies : Jackie Laurence
- Une petite tasse d'anxiété : Gillian Hills (avec Gainsbourg) – Teuf teuf (5 octobre 1963) TV – DVD, création
- La Vie Zizi ou La Vie n'est qu'une illusion : Zizi Jeanmaire
- Distel Cassel's dance : Sacha Distel et Jean-Pierre Cassel – Sacha Show (30 décembre 1963) – inédit TV, création

#### 1964
- Quand j'aurai du vent dans mon crâne : Serge Reggiani (paroles Boris Vian) – Le petit garçon – EP, création
- La Recette de l’amour fou : Philippe Clay – Trois années, trois succès (15 février 1964) – inédit TV, reprise
- Al Cassel's air : Jean-Pierre Cassel (avec Gainsbourg) – Top à Cassel (14 mars 1964) – inédit TV, création
- Ces petits riens : Juliette Gréco – Top à Cassel (14 mars 1964) – inédit TV, création
- Cliquediclac : Jean-Pierre Cassel – Top à Cassel (14 mars 1964) – inédit TV, création
- Dieu que les hommes sont méchantes – Jean-Pierre Marielle et Claude Brasseur – Top à Cassel (14 mars 1964) – inédit TV, création
- Ouh ! là là là là : Jean-Pierre Cassel – Top à Cassel (14 mars 1964) – inédit TV, création
- Viva la pizza : Jean-Pierre Cassel – Top à Cassel (14 mars 1964) – inédit TV, création
- Arc-en-ciel : Isabelle Aubret – L’Été perdu (juin 1964) – EP, création
- L’Assassinat de Franz Léhar : Philippe Clay (avec Gainsbourg) – Demandez le programme (20 février 1964) – TV / DVD, reprise
- Ô ô Sheriff : Petula Clark – Les James Dean (15 octobre 1964) – EP, création

#### 1965
- Pour aimer il faut être trois : Isabelle Aubret – Rue de la gaité (février 1965) – EP, création
- No man's land' : Isabelle Aubret – Rue de la gaîté (février 1965) – EP, création
- Lili Taches de rousseur : Philippe Clay – Hello Dolly (février 1965) – EP, création
- La Guérilla : Valérie Lagrange – La Guérilla (avril 1965) – EP, création
- Sourire Soupirs : Henri Salvador, Sacha Distel et Petula Clark – Pirouettes Salvador (19 avril 1965) – inédit TV, création
- Il s’appelle reviens : Régine – Il s’appelle reviens (juillet 1965) – EP, création
- La Recette de l’amour fou : Michèle Arnaud – Soirée des 4 Roses (10 juin 1965) – inédit radio
- Bubble gum : Brigitte Bardot – Bubble gum (7 juillet 1965) – EP, création
- Les Omnibus : Brigitte Bardot – Bubble gum (7 juillet 1965) – EP, création
- Attends ou va-t'en : France Gall – Deux oiseaux (juillet 1965) – EP, création
- Non à tous les garçons : Michèle Torr – La grande chanson (octobre 1965) – EP, création
- Mamadou : Sacha Distel – Scandale dans la famille (septembre 1965) – EP, création
- Si t'attends qu'les diamants t'sautent au cou : Régine – Ça ne sert à rien (novembre 1965) – EP, création
- Mamadou : Sacha Distel (avec François Deguelt, Jean-Pierre Cassel et Hugues Aufray) – Sacha Show (28 novembre 1965) – inédit TV
- On n'aurait jamais du quitter la Nouvelle-Orléans : Sacha Distel et Annie Girardot – Sacha Show (29 novembre 1965) – inédit TV, création
- La Gadoue : Petula Clark – La Gadoue (janvier 1966) – EP, création

#### 1966
- Mamadou (version espagnole) : Sacha Distel
- Baby pop : France Gall –Baby pop (janvier 1966) – EP, création
- Mamadou (à l’Olympia) : Sacha Distel – Sacha Show à l’Olympia (février 1966) – LP
- La Gadoue : Petula Clark (avec Gainsbourg) – Douches écossaises (7 mars 1966) – inédit TV
- Les Papillons noirs : Michèle Arnaud (avec Gainsbourg) – Les papillons noirs (9 juin 1966) – création
- Ballade des oiseaux de croix : Michèle Arnaud – Les Papillons noirs (9 juin 1966) – création
- Les Incorruptibles : Petula Clark – Un Mal pour un bien (après mai 1966) – création
- Les Papillons noirs : Michèle Arnaud - Gainsbourg chanté par… (décembre 1996)
- Celle-là c'est la meilleure : Sacha Distel et Juliette Gréco – Sacha show (9 mai 1966) – inédit TV, création
- Le Ch'val hirondelle : Sacha Distel et Jean-Pierre Cassel – Sacha show (9 mai 1966) – inédit TV, création
- L'Ami Caouette : Sacha Distel et Jean-Pierre Cassel – Sacha show (9 mai 1966) – inédit TV, création
- Une petite tasse d'anxiété (en concert) : Juliette Gréco – Olympia – inédit, création
- La Gadoue : Petula Clark et Sacha Distel – Sacha show (27 juin 1966) – inédit TV
- Qui lira ces mots : Dominique Walter – Qui lira ces mots (juillet 1966) – EP, création
- Ô ô sheriff (en concert) : France Gall – Quillan (14 août 1966) – CD pirate, reprise
- Je préfère naturellement : Dalida – Je préfère naturellement (décembre 1966) – EP, création
- Les Sucettes : France Gall – Les sucettes (septembre 1966) – EP, création
- Base-ball : Eddy Mitchell – BO Anna (comédie musicale 13 janvier 1967) + Curiosités 1963/1992 (décembre 1998) – CD, création
- C'est la cristallisation comme dit Stendhal : Jean-Claude Brialy et Serge Gainsbourg – BO Anna (téléfilm 13 janvier 1967) – CD, création
- Pour n'être pas là : Anna Karina – BO Anna (téléfilm) (comédie musicale 13 janvier 1967) – inédit TV, création
- Pas mal pas, mal du tout : Jean-Claude Brialy et Serge Gainsbourg – BO Anna (comédie musicale 13 janvier 1967) – CD, création
- J'étais fait pour les sympathies : Jean-Claude Brialy – BO Anna (comédie musicale 13 janvier 1967) – CD, création
- Sous le soleil exactement : Anna Karina – BO Anna (comédie musicale 13 janvier 1967) – CD, création
- Hier ou demain : Marianne Faithfull – BO Anna (comédie musicale 13 janvier 1967) – SP, création
- Un jour comme un autre : Anna Karina – BO Anna (comédie musicale 13 janvier 1967) – CD, création
- Roller girl : Anna Karina – BO Anna (comédie musicale 13 janvier 1967) – CD, création
- Rien rien j'disais ça comme ça : Anna Karina et Serge Gainsbourg – BO Anna (comédie musicale 13 janvier 1967) – CD, création
- Chanson triste : Anna Karina – BO Anna (comédie musicale 13 janvier 1967) – inédit TV, création
- Un poison violent c'est ça l'amour : Jean-Claude Brialy et Serge Gainsbourg – BO Anna (comédie musicale 13 janvier 1967) – CD, création
- De plus en plus, de moins en moins : Jean-Claude Brialy et Anna Karina – BO Anna (comédie musicale 13 janvier 1967) – CD, création
- Boomerang : Jean-Claude Brialy – BO Anna (comédie musicale 13 janvier 1967) – CD, création
- Ne dis rien : Jean-Claude Brialy et Anna Karina – BO Anna (comédie musicale 13 janvier 1967) – CD, création
- Pistolet Jo : Anna Karina – BO Anna (comédie musicale 13 janvier 1967) – CD, création
- G.I. Jo : Anna Karina – BO Anna (comédie musicale 13 janvier 1967) – CD, création
- Sous le soleil exactement (version lente) : Anna Karina – BO Anna (comédie musicale 13 janvier 1967) – inédit TV, création
- Je n'avais qu'un seul mot à lui dire : Jean Claude Brialy et Anna Karina – BO Anna (comédie musicale 13 janvier 1967) – CD, création

#### 1967
- Buffalo Bill : Petula Clark – inédit, création
- Dents de lait dents de loup (demo) : France Gall et Serge Gainsbourg – Journal de Paris (6 janvier 1967) – inédit TV
- Dents de lait dents de loup : France Gall et Serge Gainsbourg – Dents de lait dents de loup (11 janvier 1967) – inédit TV, création
- Les Sucettes (avec Gainsbourg) : France Gall – Dents de lait dents de loup (11 janvier 1967) – inédit TV
- Au risque de te déplaire (paroles Averty / Gainsbourg) : Marie Blanche Vergne – Au risque de te déplaire (11 mai 1967) – SP, création
- Boum badaboum : Minouche Barelli – Boum badaboum (version mars 1967) (+ versions allemande et italienne) – SP, création
- Les Petits Boudins (chœurs Gainsbourg) : Dominique Walter – Les Petits Boudins (avril 1967) – SP, création
- Boum badaboum (direct) : Minouche Barelli Eurovision (5 avril 1967) – inédit TV
- Mais ouais Mae West : Régine (27 mai 1967) – inédit TV, création
- Le Sable et le Soldat – Chanson offerte par Serge Gainsbourg à l'État d'Israël sur la demande de l'ambassade, composée et chantée à la mémoire de la guerre des six jours.
- Hip hip hip hurrah : Claude François – Mais quand le matin (juin 1967) – EP, création
- Loulou : Régine Okazou (juin 1967) – SP, création
- Buffalo Bill : Stone – Vive la France (juin 1967) – EP, création
- L’Herbe tendre : Michel Simon et Serge Gainsbourg – BO Ce sacré grand-père (7 janvier 1968) – EP, création
- Harley Davidson : Brigitte Bardot – Harley Davidson (10 décembre 1967) – SP, création
- Contact : Brigitte Bardot – Harley Davidson (10 décembre 1967) – SP, création
- La Cavaleuse : Mireille Darc – Petit Dimanche illustré (22 octobre 1967) – TV
- Ouvrez les guillemets fermez les guillemets : Mireille Darc – Petit Dimanche illustré (22 octobre 1967) – inédit TV, création
- Johnsine et Kossygone : Dominique Walter – Johsyne et Kossigone (novembre 1967) – SP, création
- Je suis capable de n’importe quoi : Dominique Walter – Johsyne et Kossigone (novembre 1967) – SP, création
- Ouvre la bouche ferme les yeux : Régine – Mon folklore (novembre 1967) – LP, création
- La Bise aux hippies : Brigitte Bardot et Sacha Distel – Sacha show (1er novembre 1967) + Brigitte Bardot Show (1er novembre 1968) – LP Etats-Unis + DVD, création
- Bonnie and Clyde : Brigitte Bardot et Serge Gainsbourg – Bonnie and Clyde (2 janvier 1968) – LP, création
- Je t’aime... moi non plus : Serge Gainsbourg et Brigitte Bardot – 1986 – LP, création
- Je t’aime... moi non plus (mix 1) : Serge Gainsbourg et Brigitte Bardot – Disque acétate promo 10 ex. – inédit, création
- Les Inséparables (les Incorruptibles) : Petula Clark Petula et les inséparables (31 décembre 1967) – inédit TV, création

#### 1968
- La Cavaleuse : Mireille Darc – Compartiment 23 (1968) – LP, création
- Bloody Jack : Zizi Jeanmaire – D’aventure en aventure (1968) – création
- Les Petits Papiers (direct) : Régine – Tous en scène (1967/1968) – inédit TV
- Capone et sa p’tite Phyllis : Régine – Gueule de nuit (février 1968) – LP, création
- La plus jolie fille du monde n’arrive pas à la cheville d’un cul de jatte : Dominique Walter – Les années 70 (avril 1968) – SP, création
- Ne dis rien (avec Gainsbourg) : Anna Karina – Entrez dans la confidence (13 avril 1968) TV + DVD, reprise
- Desesperado : Mireille Mathieu – (septembre 1968) – inédit, création
- Desesperado : Dario Moreno – Désesperado (septembre 1968) – SP, création
- Plus dur sera le chut : Dominique Walter – Plus dur sera le chut (juillet 1968) – SP, création
- La Chanson de Slogan : Jane Birkin et Serge Gainsbourg – BO Slogan (juin 1969) – SP, création
- Bloody Jack (en concert) : Zizi Jeanmaire – Zizi Jeanmaire à l’Olympia (novembre 1968) – LP
- L’Oiseau de paradis (en concert) : Zizi Jeanmaire – Zizi Jeanmaire à l’Olympia (novembre 1968) – LP
- Bonnie and Clyde (version anglaise) : Serge Gainsbourg et Brigitte Bardot – Brigitte Bardot show (24 janvier 1968) – 400 ex.
- Comic strip (version anglaise) : Serge Gainsbourg et Brigitte Bardot – Brigitte Bardot show (24 janvier 1968) – 400 ex.

#### 1969
- Hélicoptère : Mireille Darc – (1969) – création
- Le Drapeau noir : Mireille Darc – Actrices (1991) – CD, création
- La Vie est une belle tartine (de merde) : Dominique Walter – La Vie est une belle tartine (avril 1969) – SP, création
- Rêves et caravelles : Michèle Arnaud – Rêves et caravelles (23 janvier 1969) – SP, création
- Ne dis rien : Jane Birkin et Serge Gainsbourg – Mid Mad Mod (1er mars 1969) – inédit TV, reprise
- Élisa (musique Gainsbourg-Colombier) : Zizi Jeanmaire – Télé dimanche (23 mars 1969) – inédit TV, création
- When I Woke up this Morning : Jane Birkin – BO Les chemins de Katmandou (1969) – VHS, création
- La Robe de papier (musique Colombier) : Michel Colombier, José Bartel et Nicole Darde – Campus (octobre 1969) – LP, création
- Turlututu capot pointu (musique Colombier) : Michel Colombier, José Bartel et Nicole Darde – Campus (octobre 1969) – LP, création
- La Fille qui fait tchic-ti-tchic (avec Gainsbourg) : Michèle Mercier – inédit
- La Fille qui fait tchic-ti-tchic : Michèle Mercier – BO Une veuve en or (22 novembre 1969) + SP, création
- Notre dernière chance : Zizi Jeanmaire – Brialy’s follies (21 novembre 1969) – inédit TV, création

#### 1970
- Les Sucettes : France Gall (avec Gainsbourg) – Radio Luxembourg (1970) – inédit radio
- Cannabis (maquette) : Jane Birkin (avec Gainsbourg) – Actus (23 août 1970) – inédit TV + DVD
- Le Sixième Sens : Juliette Gréco – Face à face (13 janvier 1971) – LP, création

#### 1971
- Bathing beauty and sympathy : Jane Birkin – Émission Carpentier (1971) – inédit TV, création
- Le Sixième Sens (en concert) : Juliette Gréco – À Bobino – inédit
- Ô Ô sheriff (avec Gainsbourg) : Petula Clark – Petula Clark Show (28 juin 1971) – inédit TV
- La Gadoue (avec Gainsbourg) : Petula Clark – Petula Clark Show (28 juin 1971) – inédit TV
- Les Incorruptibles (avec Gainsbourg) : Petula Clark – Petula Clark Show (28 juin 1971) – inédit TV
- Une fille à la mer : Petula Clark et Jacques Dutronc – Petula Clark Show (28 juin 1971) – inédit TV, création
- Élisa (avec Gainsbourg ?) (musique Gainsbourg-Colombier) : Zizi Jeanmaire – Show Roland Petit (16 octobre 1971) – inédit TV
- La Décadanse : Jane Birkin et Serge Gainsbourg – La décadanse (décembre 1971) – SP, création
- Les Langues de chat (musique Vannier) : Jane Birkin – La décadanse (décembre 1971) – SP, création
- Notre dernière chance : Zizi Jeanmaire – (9 novembre 1971) – inédit TV, création
- Paris d’papa (en concert) : Juliette Gréco – À la tête de l’Art – inédit
- Un peu moins que tout à l’heure (je t’aime pourtant) (en concert) : Juliette Gréco – À la tête de l’Art – inédit

#### 1972
- Flahback : Petula Clark – Comme une prière (1972) – CD, création
- Zizi t’as pas d’sosie : Zizi Jeanmaire – Casino de Paris (1972) – LP, création
- À poil ou à plumes : Zizi Jeanmaire – Casino de Paris (1972) – LP, création
- Le Rentr’ dedans : Zizi Jeanmaire – Casino de Paris (1972) – LP, création
- Tout l'monde est musicien : Zizi Jeanmaire – Casino de Paris (1972) – LP, création
- Les Millionnaires : Zizi Jeanmaire – Casino de Paris (1972) – LP, création
- Les Bleus : Zizi Jeanmaire – Casino de Paris (1972) – LP, création
- King Kong : Zizi Jeanmaire – Casino de Paris (1972) – LP, création
- Chaussures noires et pompes funèbres : Zizi Jeanmaire – Casino de Paris (1972) – inédit, création
- Laisses-en un peu pour les autres : Régine – Régine (mars 1972) – LP, création
- Mallo-Mallory : Régine – Régine (mars 1972) – LP, création
- Elle est si (musique Dutronc) : Jacques Dutronc (avril 1972) – SP, création
- Pour un homme (publicité) : Jane Birkin et Serge Gainsbourg – Caron promo (avril 1972) – SP, création
- Frankenstein : France Gall – Frankenstein (23 mai 1972) – SP, création
- Les Petits Ballons (musique Vannier) : France Gall – Frankenstein (23 mai 1972) – SP, création
- Les filles n’ont aucun dégoût : Sylvie Vartan, Jane Birkin et Serge Gainsbourg – Top à Sylvie Vartan (6 mai 1972) – inédit TV, création
- Pour des haricots (musique = Close combat) : Sylvie Vartan et Jane Birkin – Top à Sylvie Vartan (6 mai 1972) – inédit TV, création
- Il s'appelle reviens : Régine (avec Marie Laforêt et Serge Gainsbourg) – Top à Régine (11 novembre 1972) – inédit TV, création
- Il est rigolo mon gigolo : Régine (avec Serge Gainsbourg) – Top à Régine (11 novembre 1972) – inédit TV, création
- La Gadoue (version) : Petula Clark et Serge Gainsbourg – Top à Petula Clark (25 novembre 1972) – inédit TV
- Les Anthropophages : Petula Clark, Dalida, Claude françois et Serge Gainsbourg – Top à Petula Clark (25 novembre 1972) – inédit TV, création
- Je t’aime aussi (pastiche de Je t’aime moi non plus) : Jane Birkin et Paul Meurisse – Top à Jean-Pierre Cassel (31 décembre 1972) – inédit TV, création
- Que je t’aime (pastiche de Johnny Hallyday) : Jean-Pierre Cassel et Jane Birkin – Top à Jean-Pierre Cassel (31 décembre 1972) – inédit TV, création
- Une chanson de cour (pastiche d’Une histoire d’amour de Mireille Mathieu) : Jean-Pierre Cassel et Jane Birkin – Top à Jean-Pierre Cassel (31 décembre 1972) – inédit TV, création

#### 1973
- La Chanson de Prévert (version 1973) : Isabelle Aubret (1973) – reprise
- Hier ou demain (BO Vivre ensemble) : Anna Karina – Le cinéma de Gainsbourg (avril 2001) – CD, reprise
- La Noyée (BO Vivre ensemble) : Anna Karina – Le cinéma de Gainsbourg (avril 2001) – CD, reprise
- La Gadoue (avec Claude François) : Petula Clark – Cadet Rousselle (11 janvier 1973) – inédit TV
- Di doo dah : Jane Birkin – Di doo dah (février 1973) – LP, création
- Help camionneur ! : Jane Birkin – Di doo dah (février 1973) – LP, création
- Encore lui (musique Vannier) : Jane Birkin – Di doo dah (février 1973) – LP, création
- Puisque je te le dis : Jane Birkin – Di doo dah (février 1973) – LP, création
- Les Capotes anglaises : Jane Birkin – Di doo dah (février 1973) – LP, création
- Leur plaisir sans moi (musique Vannier) : Jane Birkin – Di doo dah (février 1973) – LP, création
- Mon amour baiser : Jane Birkin – Di doo dah (février 1973) – LP, création
- Banana boat : Jane Birkin – Di doo dah (février 1973) – LP, création
- Kawasaki : Jane Birkin – Di doo dah (février 1973) – LP, création
- La Cible qui bouge (musique Gainsbourg / Vannier): Jane Birkin – Di doo dah (février 1973) – LP, création
- La Baigneuse de Brighton : Jane Birkin – Di doo dah (février 1973) – LP, création
- C’est la vie qui veut ça (musique Vannier) : Jane Birkin – Di doo dah (février 1973) – LP, création
- L’Amour en privé (musique Vannier) : Françoise Hardy – BO Projection privée + Message personnel (novembre 1973) – LP, création
- La Gadoue (avec Gainsbourg) : Petula Clark – Top à Petula Clark (17 novembre 1973) – inédit TV
- Shylock : Petula Clark et Serge Gainsbourg – Top à Petula Clark (17 novembre 1973) – inédit TV, création

#### 1974
- Lily t’as pas d’sosie : Lisette Malidor – Revue Zizi je t’aime (1974) – inédit, reprise
- Y’a bon : Lisette Malidor – Revue Zizi je t’aime (1974) – inédit, création
- Docteur Faust : Jane Birkin – Top à Paul Meurisse (12 janvier 1974) – inédit TV, création
- Soixante-treize (musique = Oh daddy Oh!) : Jane Birkin – Top à Paul Meurisse (12 janvier 1974) – inédit TV, création
- Les filles c’est du flipper : Jacques Dutronc – Top à Jacques Dutronc (2 mars 1974) – inédit TV, création
- Comic strip : Jane Birkin et Jacques Dutronc – Top à Jacques Dutronc (2 mars 1974) – inédit TV, reprise
- Les Roses fanées : Jacques Dutronc, Serge Gainsbourg et Jane Birkin – Top à Jacques Dutronc (2 mars 1974) – inédit TV, création
- Puisque je te le dis : Zizi Jeanmaire et Michaël Denard – no 1 Michaël Denard (5 avril 1974) – inédit TV, reprise
- Bébé gai (musique = “Rêve d’amour”, Franz Liszt) : Jane Birkin – My chérie Jane (4 mai 1974) – SP, création
- My chérie Jane (musique André Pop) : Jane Birkin – My chérie Jane (4 mai 1974) – SP, création
- Les Beaux Lolos de Lola : Jacques Dutronc, Serge Gainsbourg et Jane Birkin – Top à Serge Gainsbourg (4 mai 1974) – inédit TV, création
- Rocking-chair (Isabelle à Johnny) : Isabelle Adjani – Top à Sacha Distel (21 septembre 1974) – inédit TV, création
- L’Amour prison (musique Dutronc) : Jacques Dutronc – L’amour prison (décembre 1974) – création

#### 1975
- Si t’attends qu’les diamants te sautent (en concert) : Régine – A bout portant (1975) – inédit TV
- La Biche aux yeux clairs : Dani – inédit, création
- Lolita go home (paroles Labro) : Jane Birkin – Lolita go home (septembre 1975) – LP, création
- Bébé song (paroles Labro) : Jane Birkin – Lolita go home (septembre 1975) – LP, création
- Si ça peut te consoler (paroles Labro) : Jane Birkin – Lolita go home (septembre 1975) – LP, création
- Just me and you (paroles Labro) : Jane Birkin – Lolita go home (septembre 1975) – LP, création
- La Fille aux claquettes : Jane Birkin – Lolita go home (septembre 1975) – LP, création
- Rien pour rien (paroles Labro) : Jane Birkin – Lolita go home (septembre 1975) – LP, création
- French graffiti (paroles Labro) (musique = Cadavre Exquis) : Jane Birkin – Lolita go home (septembre 1975) – LP, création
- Bloody Jack (nouvelle version) : Zizi Jeanmaire – Zizi Jeanmaire – LP (1975)
- Les Roses fanées : Jacques Dutroncs (avec Jane Birkin) – L’Île enchanteresse (février 1975) – SP, création
- L’Île enchanteresse (musique Dutronc) : Jacques Dutronc – L’Île enchanteresse – SP (février 1975), création
- Le Bras mécanique (musique Dutronc) : Jacques Dutronc – Le Bras mécanique (février 1975) – SP, création
- Comic strip : Serge Gainsbourg et Jane Birkin – Bouvard en liberté (30 mai 1975) – inédit TV
- Si ça peut te consoler : Jane Birkin (avec Michel Sardou) – no 1 Michel Sardou (1er novembre 1975) – inédit TV

#### 1976
- Comic strip : Jane Birkin et Michel Sardou – no 1 Michel Sardou (25 septembre 1976) – inédit TV, reprise
- Ballade de Johnny Jane (vocal) : Jane Birkin – Ballade de Johnny Jane (octobre 1976) – SP, création
- Raccrochez c’est une horreur : Jane Birkin (avec Serge Gainsbourg) – Ballade de Johnny Jane (octobre 1976) – SP, création
- Comic strip : Jane Birkin et Coluche – no 1 Jane Birkin (9 octobre 1976) – inédit TV + DVD japon, reprise
- Comment lui dire adieu : Françoise Hardy (avec Jane Birkin) – no 1 Jane Birkin (9 octobre 1976) – inédit TV + DVD Japon
- La Gadoue : Jane Birkin, Coluche, Jacques Villeret – no 1 Jane Birkin (9 octobre 1976) – inédit TV + DVD japon, reprise
- La Main du masseur (paroles Louki) : Pierre louki – Le Cœur à l’automne (novembre 1976) – LP, création
- Slip please (paroles Louki) : Pierre louki – Le Cœur à l’automne (novembre 1976) – LP, création

#### 1977
- La Chanson de Maglia : Serge Reggiani (1977) – reprise
- La Petite Rose : Nana Mouskouri – Alleluia (1977) – LP, création
- Joujou à la casse (musique Chamfort et Chaleat) : Alain Chamfort – Rock’n’rose (1977) – LP, création
- Baby Lou (musique Chamfort - Pelay) : Alain Chamfort – Rock’n’rose (1977) – LP, création
- Privé (musique Chamfort) : Alain Chamfort – Rock’n’rose (1977) – LP, création
- Disc-jockey (musique Chamfort - Pelay) : Alain Chamfort – Rock’n’rose (1977) – LP, création
- Tennisman (musique Chamfort - Pelay) : Alain Chamfort – Rock’n’rose (1977) – LP, création
- Sparadrap (musique Chamfort - Chaleat) : Alain Chamfort – Rock’n’rose (1977) – LP, création
- Rock’n’Rose (musique Chamfort - Chaleat) : Alain Chamfort – Rock’n’rose (1977) – LP, création
- Lucette et Lucie (musique Chamfort - Chaleat) : Alain Chamfort – Rock’n’rose (1977) – LP, création
- Le Vide au cœur (musique Chamfort) : Alain Chamfort – Rock’n’Rose (1977) – LP, création
- Yesterday yes a day : Jane Birkin – BO Madame Claude (mai 1977) – LP, création
- Enregistrement : Françoise Hardy – Star (9 mai 1977) – LP, création
- Ex-fan des sixties : Jane Birkin – Ex-fan des sixties (février 1978) – LP, création
- Apocalypstick (accords = Nicotine) : Jane Birkin – Ex fan des sixties (février 1978) – LP, création
- Exercice en forme de z : Jane Birkin – Ex fan des sixties (février 1978) – LP, création
- Mélodie interdite : Jane Birkin – Ex fan des sixties (février 1978) – LP, création
- L’Aquoiboniste : Jane Birkin – Ex fan des sixties (février 1978) – LP, création
- Vie mort et résurrection d’un amour passion : Jane Birkin – Ex fan des sixties (février 1978) – LP, création
- Nicotine (accords = Apocalypstick) : Jane Birkin – Ex fan des sixties (février 1978) – LP, création
- Rocking chair : Jane Birkin – Ex fan des sixties (février 1978) – LP, création
- Dépressive : Jane Birkin – Ex fan des sixties (février 1978) – LP, création
- Le Velours des vierges : Jane Birkin – Ex fan des sixties (février 1978) – LP, création
- Classée X : Jane Birkin – Ex fan des sixties (février 1978) – LP, création
- Mélo mélo : Jane Birkin – Ex fan des sixties (février 1978) – LP, création
- Mesdames mesdemoiselles mes yeux : Zizi Jeanmaire – Grand Échiquier (29 septembre 1977) – inédit TV
- Comic strip : Claude François et Jodie Foster[2]- no 1 Claude François (26 novembre 1977) – inédit TV, reprise
- Quand ça balance : Zizi Jeanmaire – Bobino (12 décembre 1977) – LP, création
- Retro song : Zizi Jeanmaire – Bobino (12 décembre 1977) – LP, création
- Merde à l’amour : Zizi Jeanmaire – Bobino (12 décembre 1977) – LP, création
- Tic tac toe (musique = Le couteau dans le play) : Zizi Jeanmaire – Bobino (12 décembre 1977) – LP, création
- Mesdames mesdemoiselles mes yeux : Zizi Jeanmaire – Bobino (12 décembre 1977) – LP, création
- Yes man : Zizi Jeanmaire – Bobino (12 décembre 1977) – LP, création
- Ciel de plomb (adaptation Stormy Weather) : Zizi Jeanmaire – Bobino (12 décembre 1977) – LP, création
- Vamps et vampires : Zizi Jeanmaire – Bobino (12 décembre 1977) – LP, création

#### 1978
- Ex-fan des sixties (version générique) : Jane Birkin et Serge Gainsbourg – Europe 1 (1978) – inédit radio, création
- Les Femmes ça fait pédé : Régine – Jackpot (1978) – LP, création
- Tic tac toe (musique = Le couteau dans le play) : Régine – Jackpot (1978) – LP, reprise
- Ex-fan of the sixties (version anglaise) : Jane Birkin – Jane B Integrale Vol 2 (novembre 1992) – CD
- Les Papillons noirs : Bijou (avec Serge Gainsbourg) – Ok Carole (avril 1978) – LP, reprise
- Ex-fan des sixties (direct) : Jane Birkin – Musique and music (9 avril 1978) – inédit TV + DVD japon
- Les Papillons noirs (direct) : Bijou (avec Serge Gainsbourg) – Musique and music (9 avril 1978) – inédit TV + DVD japon
- Merde à l’amour (en concert) : Zizi Jeanmaire – Zizi Jeanmaire à Bobino (21 août 1978) – inédit TV
- Quand ça balance (en concert) : Zizi Jeanmaire – Zizi Jeanmaire à Bobino (21 août 1978) – inédit TV
- Retro song (en concert) : Zizi Jeanmaire – Zizi Jeanmaire à Bobino (21 août 1978) – inédit TV
- Betty Jane Rose : Bijou – (novembre 1978) – LP, création
- Mister iceberg (version anglaise) : Jane Birkin - Jane B Integrale Vol 2 (novembre 1992) – CD, reprise
- Betty Jane Rose (en concert) : Bijou – Mogador (11 décembre 1978) – inédit TV
- Des vents des pets des poums (en concert) : Bijou (avec Serge Gainsbourg) – Mogador (11 décembre 1978) – inédit TV
- Les Papillons noirs (en concert) : Bijou (avec Serge Gainsbourg) – Mogador (11 décembre 1978) – inédit TV

#### 1979
- Maxim’s (version 1979) : Serge Reggiani – (1979) – LP
- Betty Jane Rose (en concert) : Bijou – Bijou en public (1980) – LP
- Adieu California (musique Chamfort - Chaleat) : Alain Chamfort – disque souple hors commerce – inédit, création
- Manureva (version longue 6min42) : Alain Chamfort – Manureva (1979) – maxi
- Manureva (musique Chamfort - Chaleat) : Alain Chamfort – Poses (1979) – LP, création
- Démodé (musique Chamfort - Chaleat) : Alain Chamfort – Poses (1979) – LP, création
- Bébé polaroid (musique Chamfort - Chaleat) : Alain Chamfort – Poses (1979) – LP, création
- La Gadoue : Petula Clark (avec Thierry Le Luron) – no 1 Petula Clark (20 janvier /1979) – inédit TV
- Chavirer la France (musique Barnel) : Shake – We’ve got love (juin 1979) – SP, création
- Relax baby be cool (Palais des sports) : Bijou et Serge Gainsbourg – Live French rock mania (1979)
- Cool men (publicité Men de Mennen) : Jane Birkin et Serge Gainsbourg – inédit, création

#### 1980
- La Fautive : Catherine Deneuve – BO Je vous aime (avril 1980) – LP, création
- La Petite Agathe : Gérard Depardieu – BO Je vous aime (avril 1980) – LP, création
- Papa nono : Gérard Depardieu – BO Je vous aime (avril 1980) – LP, création
- USSR / USA (musique Pauchard) : Martin Circus – USSR / USA (juillet 1980) – SP, création
- On n’est pas des grenouilles (musique Distel) : Sacha Distel – (mai 1980) – création
- Cuti-réaction (musique Haouzi) : Toubib – Cuti-réaction (2 juin 1980) – LP, création
- Le Vieux Rocker (musique Perrin) : Toubib – Cuti-réaction (2 juin 1980) – LP, création
- Belinda (musique Clerc) : Julien Clerc – Sans entracte (octobre 1980) – LP, création
- Mangos (musique Clerc) : Julien Clerc – Sans entracte (octobre 1980) – LP, création
- Mangos (en concert) : Julien Clerc (avec Serge Gainsbourg) – Palais des Congrès (4 octobre 1980) – inédit
- Bambou (musique Chamfort) : Alain Chamfort – Amour année zéro (mai 1981) – LP, création
- Poupée poupée (musique Chamfort) : Alain Chamfort – Amour année zéro (mai 1981) – LP, création
- Chasseur d’ivoire (musique Chamfort) : Alain Chamfort – Amour année zéro (mai 1981) – LP, création
- Amour, année zéro (musique Chamfort) : Alain Chamfort – Amour année zéro (mai 1981) – LP, création
- Jet society (musique Chamfort) : Alain Chamfort – Amour année zéro (mai 1981) – LP, création
- Malaise en Malaisie (musique Chamfort) : Alain Chamfort – Amour année zéro (mai 1981) – LP, création
- Laide, jolie laide (musique Chamfort) : Alain Chamfort – Amour année zéro (mai 1981) – LP, création
- Baby boum (musique Chamfort) : Alain Chamfort – Amour année zéro (mai 1981) – LPcréation
- L’Hymne à l’amour (moi l’nœud) (musique Dutronc) : Jacques Dutronc – Guerre et pets (18 décembre 1980) – LP, création
- Ballade comestible (musique Dutronc) : Jacques Dutronc – Guerre et pets (18 décembre 1980) – LP, création
- L’Éthylique (musique Dutronc) : Jacques Dutronc – Guerre et pets (18 décembre 1980) – LP, création
- J’ai déjà donné (musique Dutronc) : Jacques Dutronc – Guerre et pets (18 décembre 1980) – LP, création
- Mes idées sales (musique Dutronc) : Jacques Dutronc – Guerre et pets (18 décembre 1980) – LP, création
- L’Avant-guerre c’est maintenant (musique Dutronc) : Jacques Dutronc – Guerre et pets (18 décembre 1980) – LP, création

#### 1981
- Non somos crocodilos (version espagnole) : Sacha Distel
- Digital Delay (accords = Initials BB, Ford Mustang) – Catherine Deneuve – Souviens toi de m’oublier (1981) – LP, création
- Dépression au-dessus du jardin : Catherine Deneuve – Souviens toi de m’oublier (1981) – LP, création
- Epsilon : Catherine Deneuve – Souviens toi de m’oublier (1981) – LP, création
- Monna Vanna et miss Duncan : Catherine Deneuve : Souviens toi de m’oublier (1981) – LP, création
- Marine Band Tremolo : Catherine Deneuve – Souviens toi de m’oublier (1981) – LP, création
- Ces petits riens : Catherine Deneuve et Serge Gainsbourg – Souviens toi de m’oublier (1981) – LP
- Souviens-toi de m’oublier : Catherine Deneuve et Serge Gainsbourg – Souviens toi de m’oublier (1981) – LP, création
- Overseas Telegram : Catherine Deneuve – Souviens toi de m’oublier (1981) – LP, création
- What tu dis qu’est-ce que tu say : Catherine Deneuve – Souviens toi de m’oublier (1981) – LP, création
- Oh Soliman : Catherine Deneuve – Souviens toi de m’oublier (1981) – LP, création
- Alice hélas : Catherine Deneuve – Souviens toi de m’oublier (1981) – LP, création
- L’Avant-guerre c’est maintenant : Jacques Dutronc (avec la Garde Républicaine du Zaïre) – Grand Échiquier (26 février 1981) – inédit TV
- Mangos (en concert) : Julien Clerc – Vendredi 13, Lyon (1981) – LP
- Parisiana : Zizi Jeanmaire – Parisiana 1925 (3 octobre 1981) – inédit TV, création

#### 1982
- Mangos : Julien Clerc (avec Coluche) – (1982) – inédit TV
- Moi j’te connais comme si j’t’avais défaite (musique Clerc) : Julien Clerc - Femmes, Indiscrétions, Blasphème (1982) – LP, création
- Accordéon : Juliette Gréco – Juliette Gréco Vol. 2 – LP
- Ces petits riens : Françoise Hardy – Quelqu’un qui s’en va – LP, reprise
- Suicide (musique Claude Engel) : Diane Dufresne – Turbulences (1982) – LP, création
- J’en ai autant pour toi (musique Dauga) : Philippe Dauga - J’en ai autant pour toi (mars 1982) – SP, création
- C’est comment qu’on freine (musique Bashung) : Alain Bashung – Play blessures (3 novembre 1982) – LP, création
- Scènes de manager (musique Bashung) : Alain Bashung – Play blessures (3 novembre 1982) – LP, création
- Volontaire (musique Bashung) : Alain Bashung – Play blessures (3 novembre 1982) – LP, création
- Martine boude (musique Bashung) : Alain Bashung – Play blessures (3 novembre 1982) – LP, création
- Lavabo (musique Bashung) : Alain Bashung – Play blessures (3 novembre 1982) – LP, création
- J’envisage (musique Bashung) : Alain Bashung – Play blessures (3 novembre 1982) – LP, création
- J’croise aux Hébrides (musique Bashung) : Alain Bashung – Play blessures (3 novembre 1982) – LP, création
- Trompé d’érection (musique Bashung) : Alain Bashung – Play blessures (3 novembre 1982) – LP, création

#### 1983
- Maxim’s (en concert) : Serge Reggiani – Olympia (1983) – LP
- Baby Lou (musique Chamfort/Pelay) : Jane Birkin – Baby alone in Babylone (octobre 1983) – LP, reprise
- Fuir le bonheur de peur qu’il ne se sauve : Jane Birkin – Baby alone in Babylone (octobre 1983) – LP, création
- Partie perdue : Jane Birkin – Baby alone in Babylone (octobre 1983) – LP, création
- Norma Jean Baker : Jane Birkin – Baby alone in Babylone (octobre 1983) – LP, création
- Haine pour aime : Jane Birkin – Baby alone in Babylone (octobre 1983) – LP, création
- Overseas telegram : Jane Birkin – Baby alone in Babylone (octobre 1983) – LP, reprise
- Con c’est con ces conséquences : Jane Birkin – Baby alone in Babylone (octobre 1983) – LP, création
- En rire de peur d’être obligée d’en pleurer : Jane Birkin – Baby alone in Babylone (octobre 1983) – LP, création
- Rupture au miroir : Jane Birkin – Baby alone in Babylone (octobre 1983) – LP, création
- Les Dessous chics : Jane Birkin – Baby alone in Babylone (octobre 1983) – LP, création
- Baby alone in Babylone (d’après Brahms) : Jane Birkin – Baby alone in Babylone (octobre 1983) – LP, création
- Ohio : Isabelle Adjani – Isabelle Adjani (octobre 1983) – LP, création
- Entre autres pas en traître (accords = Tequila Aquavit) : Isabelle Adjani – Isabelle Adjani (octobre 1983) – LP, création
- Ok pour plus jamais (paroles Gainsbourg - Adjani) : Isabelle Adjani – Isabelle Adjani (octobre 1983) – LP, création
- D’un taxiphone (paroles Gainsbourg - Adjani) : Isabelle Adjani – Isabelle Adjani (octobre 1983) – LP, création
- C’est rien je m’en vais c’est tout : Isabelle Adjani – Isabelle Adjani (octobre 1983) – LP, création
- Le mal intérieur : Isabelle Adjani – Isabelle Adjani (octobre 1983) – LP, création
- Beau oui comme Bowie : Isabelle Adjani – Isabelle Adjani (octobre 1983) – LP, création
- Le bonheur c’est malheureux (paroles Gainsbourg - Adjani) : Isabelle Adjani – Isabelle Adjani (octobre 1983) – LP, création
- Je t’aime idiot (paroles Gainsbourg - Adjani) : Isabelle Adjani – Isabelle Adjani (octobre 1983) – LP, création
- Et moi chouchou (paroles Adjani) : Isabelle Adjani – Isabelle Adjani (octobre 1983) – LP, création

#### 1984
- Amour consolation (musique Clerc) : Julien Clerc – Aime Moi (mai 1984) – LP, création
- Papa mille-putes : (Musique Jean-Jacques Debout) : Serge Gainsbourg – Cocorico Show (1984) – inédit TV, création
- Adieu Bijou (musique Dauga) : Philippe Dauga – T’as vu la gueule du mec (1984) – SP, création
- Ex-fan des sixties : Jane Birkin (avec Sheila) – TF1 (1984) – inédit TV
- Rocking-chair : Jane Birkin (avec Lio) – TF1 (1984) – inédit TV
- Rupture au miroir : Jane Birkin (avec Isabelle Adjani) – TF1 (1984) – inédit TV
- J’ai déjà donné (remix) : Jacques Dutronc – Re-mix again (septembre 1984) – LP

#### 1985
- Martine boude (en concert) : Alain Bashung – Live tour 85 (1985) – LP
- Volontaire (en concert) : Alain Bashung – Live tour 85 (1985) – LP
- Quoi (musique Denatale – De Angelis) : Jane Birkin – BO téléfilm Cinecitta (novembre 1985) – SP, création

#### 1986
- Mon père un catholique (musique Claude Engel) : Elisabeth Anaïs – Balance ascendant capricieuse (1986) – SP, création
- Bonnie and Clyde (remix 1986) : Serge Gainsbourg et Brigitte Bardot – Bonnie and Clyde (2 janvier 1968) – maxi
- Je t’aime moi non plus (remix 1986) : Serge Gainsbourg et Brigitte Bardot – Bonnie and Clyde (2 janvier 1968) – maxi
- Les Dessous chics : Diane Dufresne – Follement vôtre (1986) – reprise
- Vieille canaille : Eddy Mitchell et Serge Gainsbourg – Vieille canaille (mars 1986) – LP
- Vieille canaille (direct) : Eddy Mitchell et Serge Gainsbourg – Champs-Élysées (5 avril 1986) – inédit TV
- Lulu : Bambou – Lulu (9 octobre 1986) – SP, création
- Shanghai : Bambou – Lulu (9 octobre 1986) – SP, création
- Charlotte for Ever : Charlotte Gainsbourg (avec Serge Gainsbourg) – Charlotte for ever (décembre 1986) – LP, création
- Ouvertures éclair (musique = “Travelling”) : Charlotte Gainsbourg – Charlotte for ever (décembre 1986) – LP, création
- Plus doux avec moi : Charlotte Gainsbourg (avec Serge Gainsbourg) – Charlotte for ever (décembre 1986) – LP, création
- Pour ce que tu n’étais pas : Charlotte Gainsbourg – Charlotte for ever (décembre 1986) – LP, création
- Être ou ne pas naître : Jane Birkin – Lost song (16 février 1987) – LP, création
- Le Couteau dans le play (musique Tic tac toe) : Jane Birkin – Lost song (16 février 1987) – LP, création
- Une chose entre autres : Jane Birkin – Lost song (16 février 1987) – LP, création
- Lost Song (d’après Grieg) : Jane Birkin – Lost song (16 février 1987) – LP, création
- Physique sans issue : Jane Birkin – Lost song (16 février 1987) – LP, création
- Le Moi et le Je : Jane Birkin – Lost song (16 février 1987) – LP, création
- C’est la vie qui veut ça (musique Vannier) : Jane Birkin – Lost song (16 février 1987) – LP
- L’Amour de moi : Jane Birkin – Lost song (16 février 1987) – LP, création
- Leur plaisir sans moi (musique Vannier) : Jane Birkin – Lost song (16 février 1987) – LP

#### 1987
- Lavabo (en concert) : Alain Bashung – Spectrum de Montréal (Intégrale 2002)
- Il s’appelle reviens : Régine (avec Sacha Distel) – C’est encore mieux l’après-midi (27 janvier 1987) – inédit TV
- Le Moi et le Je (répétitions Bataclan) : Jane Birkin – BO Jane B par Agnes V (février 1987) – VHS
- Jane B (en concert) : Jane Birkin – Bataclan (1987) – LP
- Di doo dah (en concert) : Jane Birkin – Bataclan (1987) – LP
- Norma Jean Baker (en concert) : Jane Birkin – Bataclan (1987) – LP
- Ballade de Johnny Jane (en concert) : Jane Birkin – Bataclan (1987) – LP
- Ex-fan des sixties (en concert) : Jane Birkin – Bataclan (1987) – LP
- Les Dessous chics (en concert) : Jane Birkin – Bataclan (1987) – LP
- Physique et sans issue (en concert) : Jane Birkin – Bataclan (1987) – LP
- Baby Alone in Babylone (en concert) : Jane Birkin – Bataclan (1987) – LP
- Le Moi et le Je (en concert) : Jane Birkin – Bataclan (1987) – LP
- Nicotine (en concert) : Jane Birkin – Bataclan (1987) – LP
- L’Amour de moi (en concert) : Jane Birkin – Bataclan (1987) – LP
- Quoi (en concert) : Jane Birkin – Bataclan (1987) – LP
- Yesterday Yes a Day (en concert) : Jane Birkin – Bataclan (1987) – LP
- Lost song (en concert) : Jane Birkin – Bataclan (1987) – LP
- Baby Lou (en concert) : Jane Birkin – Bataclan (1987) – LP
- Rocking-chair (en concert) : Jane Birkin – Bataclan (1987) – LP
- Fuir le bonheur de peur qu’il ne se sauve (en concert) : Jane Birkin – Bataclan (1987) – LP
- Le Couteau dans le play (en concert) : Jane Birkin – Bataclan (1987) – LP
- Rupture au miroir (en concert) : Jane Birkin – Bataclan (1987) – DVD
- Manureva (en concert) : Alain Chamfort – Double vie, Casino de Paris (1988) – LP
- Chasseur d’ivoire (en concert) : Alain Chamfort – Double vie, Casino de Paris (1988) – LP
- Bambou (en concert) : Alain Chamfort – Double vie, Casino de Paris (1988) – LP
- Baby boum (en concert) : Alain Chamfort – Double vie, Casino de Paris (1988) – LP
- Amour année zéro (en concert) : Alain Chamfort – Double vie, Casino de Paris (1988) – LP
- Baby Lou (en concert) : Alain Chamfort – Double vie, Casino de Paris (1988) – LP
- Malaise en Malaisie (en concert) : Alain Chamfort – Double vie, Casino de Paris (1988) – LP
- Le Couteau dans le play (en concert) : Jane Birkin (avec Serge Gainsbourg) – Springtime in Bourges (avril 1987) – inédit TV
- Lost Song (en concert) : Jane Birkin – Springtime in Bourges (avril 1987) – inédit TV
- Puisque je te le dis : Jane Birkin (avec Michel Blanc) – Show Birkin (31 décembre 1987) – inédit TV

#### 1988
- Tout le monde est musicien (en concert) : Zizi Jeanmaire – Bouffes du Nord (1988) – inédit TV
- King Kong (en concert) : Zizi Jeanmaire – Bouffes du Nord (1988) – inédit TV
- Les Bleus (en concert) : Zizi Jeanmaire – Que la fête commence, Bouffes du Nord (1988) – inédit radio + TV
- Baby Lou : Alain Chamfort (avec Jane Birkin) – FR3 (1988) – inédit TV
- Amour consolation (en concert) : Julien Clerc – Pour les fous d’hier et d’aujourd’hui (1988) – CD
- Amour puissance six (musique Guy bernard Cadière) : Viktor Lazlo – Amour puissance 6 (septembre 1988) – CD, création
- Amour puissance six (version longue) : Viktor Lazlo – Amour puissance 6 (septembre 1988) – CD
- Made in China : Bambou – Made in China (mars 1989) – CD, création
- Ghetto blaster : Bambou – Made in China (mars 1989) – CD, création
- Entre l’âme et l’amour : Bambou – Made in China (mars 1989) – CD, création
- How Much for Your Love Baby : Bambou – Made in China (mars 1989) – CD, création
- J’ai pleuré le Yang Tsé : Bambou – Made in China (mars 1989) – CD, création
- Hey Mister Zippo : Bambou – Made in China (mars 1989) – CD, création
- Quoi toi moi t’aimer tu rêves : Bambou – Made in China (mars 1989) – CD, création
- China Doll : Bambou – Made in China (mars 1989) – CD, création
- Aberdeen et Kowloon : Bambou – Made in China (mars 1989) – CD, création

#### 1989
- Je suis venue te dire que je m'en vais (en concert): Sheila - Olympia (1989)
- C’est comment qu’on freine (en concert) : Alain Bashung – Canal+ Génération Rock’n’Roll, Palais des Sports (1989) – inédit TV
- Betty Jane Rose (en concert) : Bijou – Canal+ Génération Rock’n’Roll, Palais des Sports (1989) – inédit TV

#### 1990
- Et quand bien même : Jane Birkin – Amours des feintes (septembre 1990) – CD, création
- Des ils et des elles : Jane Birkin – Amours des feintes (septembre 1990) – CD, création
- Litanie en Lituanie : Jane Birkin – Amours des feintes (septembre 1990) – CD, création
- L’Impression du déjà vu : Jane Birkin – Amours des feintes (septembre 1990) – CD, création
- Asphalte : Jane Birkin – Amours des feintes (septembre 1990) – CD, création
- Tombée des nues : Jane Birkin – Amours des feintes (septembre 1990) – CD, création
- Un amour peut en cacher un autre : Jane Birkin – Amours des feintes (septembre 1990) – CD création
- 32 Fahrenheit : Jane Birkin – Amours des feintes (septembre 1990) – CD, création
- Love Fifteen : Jane Birkin – Amours des feintes (septembre 1990) – CD, création
- Amours des feintes : Jane Birkin – Amours des feintes (septembre 1990) – CD, création
- Baby Alone in Babylone : Vanessa Paradis – Sacrée Soirée -TF1 (14 mars 1990) – inédit TV, reprise
- L’Amour à deux (maquette) : Vanessa Paradis – (avril 1990) DVD
- L’Amour à deux (musique Langolff) : Vanessa Paradis – Variations sur le même t'aime (mai 1990) – CD, création
- Dis-lui toi que je t’aime (musique Langolff) : Vanessa Paradis – Variations sur le même t’aime (mai 1990) – CD, création
- L’Amour en soi (musique Langolff) : Vanessa Paradis – Variations sur le même t’aime (mai 1990) – CD, création
- La Vague à lames (musique Langolff) : Vanessa Paradis – Variations sur le même t’aime (mai 1990) – CD, création
- Ophélie (musique Langolff) : Vanessa Paradis – Variations sur le même t’aime (mai 1990) – CD, création
- Flagrant délire (musique Langolff) : Vanessa Paradis – Variations sur le même t’aime (mai 1990) – CD, création
- Au charme non plus (musique Langolff) : Vanessa Paradis – Variations sur le même t’aime (mai 1990) – CD, création
- Variations sur le même t’aime (musique Langolff) : Vanessa Paradis – Variations sur le même t’aime (mai 1990) – CD, création
- Amour jamais (musique Langolff) : Vanessa Paradis – Variations sur le même t’aime (mai 1990) – CD, création
- Ardoise (musique Langolff) : Vanessa Paradis – Variations sur le même t’aime (mai 1990) – CD, création
- White and Black Blues (musique Georges Augier de Moussac) : Joëlle Ursull – Eurovision Zagreb (5 mai 1990) – SP, création
- Trompé d’érection (en concert) : Alain Bashung – Tour Novice, Auditorium des Halles (1992) – CD
- J’envisage (en concert) : Alain Bashung – Tour Novice, Auditorium des Halles (1992) – CD
- Scènes de manager (en concert) : Alain Bashung – Tour Novice, Auditorium des Halles (1992) – CD
- Lavabo (en concert) : Alain Bashung – Tour Novice, Auditorium des Halles (1992) – CD
- C’est comment qu’on freine (en concert) : Alain Bashung – Tour Novice, Auditorium des Halles (1992) – CD
- Unknow Producer : Jane Birkin – Tous à la une – TF1 (12 octobre 1990) TV + DVD, création
- En relisant ta lettre : Alain Chamfort – FR3 (21 octobre 1990) – inédit TV, reprise
- Les Dessous chics : Viktor Lazlo – FR3 (21 octobre 1990) – inédit TV, reprise

#### 1991
- Fuir le bonheur de peur qu’il ne se sauve : Catherine Deneuve – Obsèques, cimetière du Montparnasse – inédit
- L’Aquoiboniste (en concert) : Jane Birkin – Je suis venu te dire…, Casino de Paris (février 1992) – CD
- Et quand bien même (en concert) : Jane Birkin – Je suis venu te dire…, Casino de Paris (février 1992) – CD
- Tombée des nues (en concert) : Jane Birkin – Je suis venu te dire…, Casino de Paris (février 1992) – CD
- Ex-fan des sixties (en concert) : Jane Birkin – Je suis venu te dire…, Casino de Paris (février 1992) – CD
- Les Dessous chics (en concert) : Jane Birkin – Je suis venu te dire…, Casino de Paris (février 1992) – CD
- Litanie en Lituanie (en concert) : Jane Birkin – Je suis venu te dire…, Casino de Paris (février 1992) – CD
- L’impression du déjà vu (en concert) : Jane Birkin – Je suis venu te dire…, Casino de Paris (février 1992) – CD
- Baby Alone in Babylone (en concert) : Jane Birkin – Je suis venu te dire…, Casino de Paris (février 1992) – CD
- Des ils et des elles (en concert) : Jane Birkin – Je suis venu te dire…, Casino de Paris (février 1992) – CD
- La chanson de Prévert (en concert) : Jane Birkin – Je suis venu te dire…, Casino de Paris (février 1992) – CD, reprise
- Ballade de Johnny Jane (en concert) : Jane Birkin – Je suis venu te dire…, Casino de Paris (février 1992) – CD
- Le Moi et le Je (en concert) : Jane Birkin – Je suis venu te dire…, Casino de Paris (février 1992) – CD
- Asphalte (en concert) : Jane Birkin – Je suis venu te dire…, Casino de Paris (février 1992) – CD
- Sous le soleil exactement (en concert) : Jane Birkin – Je suis venu te dire…, Casino de Paris (février 1992) – CD, reprise
- Manon (en concert) : Jane Birkin – Je suis venu te dire…, Casino de Paris (février 1992) – CD, reprise
- 32 fahrenheit (en concert) : Jane Birkin – Je suis venu te dire…, Casino de Paris (février 1992) – CD
- Love Fifteen (en concert) : Jane Birkin – Je suis venu te dire…, Casino de Paris (février 1992) – CD
- Quoi (en concert) : Jane Birkin – Je suis venu te dire…, Casino de Paris (février 1992) – CD
- Valse de Melody (en concert) : Jane Birkin – Je suis venu te dire…, Casino de Paris (février 1992) – CD, reprise
- Marilou sous la neige (en concert) : Jane Birkin – Je suis venu te dire…, Casino de Paris (février 1992) – CD, reprise
- Fuir le bonheur de peur qu’il ne se sauve (en concert) : Jane Birkin – Je suis venu te dire…, Casino de Paris (février 1992) – CD
- Nicotine (en concert) : Jane Birkin – Je suis venu te dire…, Casino de Paris (février 1992) – CD
- Amours des feintes (en concert) : Jane Birkin – Je suis venu te dire…, Casino de Paris (février 1992) – CD
- Di doo dah (en concert) : Jane Birkin – Je suis venu te dire…, Casino de Paris (février 1992) – CD
- Je suis venu te dire que je m’en vais (en concert) : Jane Birkin – Je suis venu te dire…, Casino de Paris (février 1992) – CD, reprise

#### 1992
- C’est comment qu’on freine (remix 92) : Alain Bashung – Bashung (1992) – CD
- Lavabo (remix 92) : Alain Bashung – Bashung 1992 – CD
- New York, USA (version 92) : Isabelle Aubret – Coups de cœur 1992, reprise
- Il n’y a plus d’abonné au numéro que vous avez demandé (version 92) (musique Salvadore) : Aubret Isabelle – Coups de cœur 1992
- La chanson de Prévert (version 92) : Isabelle Aubret – Coups de cœur 1992, reprise
- Accordéon (en concert) : Juliette Gréco – Olympia 1992 – CD
- La Javanaise (en concert) : Juliette Gréco – Olympia 1992 – CD
- La Javanaise (version anglaise) : Sacha Distel – (1992) – CD, reprise
- La Javanaise : Sacha Distel – Dédicaces (février 1992) – CD, reprise
- Je suis venu te dire que je m’en vais : Jane Birkin – Victoires de la Musique (février 1992) – inédit TV, reprise
- Les Goémons : Jane Birkin – Urgence (05/1992) – CD, reprise
- Je suis venu te dire que je m’en vais : Jane Birkin – Francofolies, la Rochelle (16 juillet 1992) – inédit TV, reprise
- Les Roses fanées (en concert) : Jacques Dutronc – Dutronc au Casino (1992) – CD
- L’Hymne à l’amour (moi l’nœud) (en concert) : Jacques Dutronc – Dutronc au Casino (1992) – CD
- J’ai déjà donné (en concert) : Jacques Dutronc – Dutronc au Casino (1992) – CD

#### 1993
- Maxim’s (en concert) : Serge Reggiani – Palais des Congrès (1993) – CD
- J’en ai autant pour toi (version 93) (musique Dauga) :  Philippe Dauga – Pile ou face (1993) – CD
- Di doo dah : Jane Birkin – F2, Taratata no 7 (diff : 25 février 1993) – inédit TV
- Valse de Melody : Jane Birkin (avec Alain Souchon) – F2, Taratata no 7 (diff. : 25 février 1993) – inédit TV, reprise
- Ballade de Johnny Jane : Jane Birkin (avec Alain Chamfort) – F2, Taratata no 7 (diff. : 25 février 1993) – inédit TV
- Les Dessous chics : Jane Birkin (avec Nilda Fernandez) – F2, Taratata no 7 (diff. : 25 février 1993) – inédit TV
- Sous le soleil exactement : France Gall (avec Marc Lavoine) -F2, Taratata no 15 (diff. : 10 avril 1993) – inédit TV, reprise
- Chasseur d’ivoire (en concert aux Bouffes du Nord 1993) : Alain Chamfort – Mens (janvier 1994) – CD
- Bambou : Alain Chamfort – F2, Taratata no 31 (diff : 30 octobre 1993) – inédit TV
- La Javanaise : Alain Chamfort et Viktor Lazlo – F2, Taratata no 31 (diff. : 30 octobre 1993) – inédit TV, reprise
- Baby Lou (en concert) : Alain Chamfort – RTL, Concert d’un soir (29 novembre 1993) – inédit radio
- Chasseur d’ivoire (en concert) : Alain Chamfort – RTL, Concert d’un soir (29 novembre 1993) – inédit radio
- Bambou (en concert) : Alain Chamfort – RTL, Concert d’un soir (29 novembre 1993) – inédit radio
- Chasseur d’ivoire (répétitions) : Alain Chamfort – M6, Fréquenstar – M6 (19 décembre 1993) – inédit TV
- Joujou à la casse (répétitions) : Alain Chamfort – M6, Fréquenstar – M6 (19 décembre 1993) – inédit TV
- Manureva (répétitions) : Alain Chamfort – M6, Fréquenstar – M6 (19 décembre 1993) – inédit TV
- Bambou (répétitions) : Alain Chamfort – M6, Fréquenstar – M6 (19 décembre 1993) – inédit TV

#### 1994
- Vieille canaille : Eddy Mitchell – F2, Taratata no 38 (diff. : 29 janvier 1994) – inédit TV
- Di doo dah : Jane Birkin (avec Charlotte Gainsbourg) – Les Enfoirés au Grand Rex (27 janvier 1994) – CD
- Vieille canaille (en concert) : Eddy Mitchell – Bercy (29 mars 1994) – CD
- Chanson de Prévert : Jane Birkin et Patrick Bruel – F2, Taratata no 51 (diff. : 22 mai 1994) TV + CD, reprise
- Tribute to Serge (spectacle inédit) : Jane Birkin – Londres 25 septembre 1994
- Zizi t’as pas ton sosie (en concert) : Zizi Jeanmaire – Zizi au Zénith de Marseille (12 mai 1995) – CD
- À poil ou à plumes (en concert) : Zizi Jeanmaire – Zizi au Zénith de Marseille (12 mai 1995) – CD
- Retro song (en concert) : Zizi Jeanmaire – Zizi au Zénith de Marseille (12 mai 1995) – CD
- Bloody Jack (en concert) : Zizi Jeanmaire – Zizi au Zénith de Marseille (12 mai 1995) – CD
- King Kong (en concert) : Zizi Jeanmaire – Zizi au Zénith de Marseille (12 mai 1995) – CD
- Parisiana (en concert) : Zizi Jeanmaire – Zizi au Zénith de Marseille (12 mai 1995) – CD, création
- Tic tac toe (en concert) : Zizi Jeanmaire – Zizi au Zénith de Marseille (12 mai 1995) – CD
- Ces petits riens (en concert) : Zizi Jeanmaire – Zizi au Zénith de Marseille (12 mai 1995) – CD, reprise
- Les Bleus (en concert) : Zizi Jeanmaire – Zizi au Zénith de Marseille (12 mai 1995) – CD
- La Vie Zizi / L’oiseau de paradis (en concert) : Zizi Jeanmaire – Zizi au Zénith de Marseille (12 mai 1995) – CD
- Tout l’monde est musicien (en concert) : Zizi Jeanmaire – Zizi au Zénith de Marseille (12 mai 1995) – CD
- Quand ça balance (en concert) : Zizi Jeanmaire – Zizi au Zénith de Marseille (12 mai 1995) – CD
- Couleur café (inst) (en concert) : Zizi Jeanmaire – Zizi au Zénith de Marseille (12 mai 1995) – VHS, reprise
- Le Claqueur de doigts (inst) (en concert) : Zizi Jeanmaire – Zizi au Zénith de Marseille (12 mai 1995) – VHS, reprise
- Ces petits riens (récité) (en concert) Zizi Jeanmaire – Zizi au Zénith de Marseille (12 mai 1995) – VHS, reprise

#### 1995
- Ouvre la bouche ferme les yeux (en concert) : Régine – La boule au plafond, Bouffes du Nord 1996 – CD, édition limitée
- Les Petits Papiers : Régine (avec Laurent Voulzy) – F2, Taratata no 78 (diff. : 24 février 1995) – inédit TV
- Martine boude (en concert) : Alain Bashung – Confessions publiques (novembre 1995) – CD

#### 1996
- L’Ami Caouette : Régine – Atlas 1976 (1996) – CD, reprise
- Ces petits riens : Jane Birkin – Versions Jane (février 1996) – CD, reprise
- La Gadoue : Jane Birkin – Versions Jane (février 1996) – CD, reprise
- Dépression au-dessus du jardin : Jane Birkin – Versions Jane (février 1996) – CD, reprise
- Ce mortel ennui : Jane Birkin – Versions Jane (février 1996) – CD, reprise
- Sorry Angel : Jane Birkin – Versions Jane (février 1996) – CD, reprise
- Elisa : Jane Birkin – Versions Jane (février 1996) – CD, reprise
- Exercice en forme de Z : Jane Birkin – Versions Jane (février 1996) – CD
- L’Anamour : Jane Birkin – Versions Jane (février 1996) – CD, reprise
- Elaeudanla Teïteïa : Jane Birkin – Versions Jane (février 1996) – CD, reprise
- Aux Enfants de la chance : Jane Birkin – Versions Jane (février 1996) – CD, reprise
- Le Mal intérieur : Jane Birkin – Versions Jane (février 1996) – CD, reprise
- Ford Mustang : Jane Birkin – Versions Jane (février 1996) – CD, reprise
- Couleur café : Jane Birkin – Versions Jane (février 1996) – CD, reprise
- Comment te dire adieu : Jane Birkin – Versions Jane (février 1996) – CD, reprise
- Physique et sans issue : Jane Birkin – Versions Jane (février 1996) – CD
- La Javanaise : Jane Birkin – long box, reprise
- Ballade de Johnny Jane : Jane Birkin (avec Vanessa Paradis) – La soirée des Enfoirés (15 novembre 1996) – CD
- La Javanaise : Jane Birkin, Alain Souchon, et Julien Clerc – La soirée des Enfoirés (15 novembre 1996) – CD, reprise
- Sorry angel : Jane Birkin – Canal +, Nulle part ailleurs (8 février 1996) – inédit TV, reprise
- L’Anamour : Jane Birkin et Bruno Maman – F2, Taratata no 121 (diff. : 17 mars 1996) – inédit TV, reprise
- Dépression au-dessus du jardin : Jane Birkin (avec Catherine Michel) – F2, Taratata no 121 (17 mars 1996) – inédit TV, reprise
- Eulaeudanlateïteïa : Jane Birkin – F2, Taratata Modèle:N°121 (diff. : 17 mars 1996) – inédit TV, reprise
- La Gadoue : Jane Birkin (avec les Négresses Vertes) – F2, Taratata no 121 (diff. : 17 mars 1996) – inédit TV, reprise
- L’Anamour : Jane Birkin (avec Bruno Maman) – F2, Taratata no 121 (diff. : 17 mars 1996) – inédit TV, reprise
- Élisa : Jane Birkin (avec Daran et les Chaises) – F2, Taratata no 121 (diff. : 17 mars 1996) – inédit TV, reprise
- Élisa : Jane Birkin (avec les Négresses Vertes) – TF1, Si on chantait (23 mars 1996) – inédit TV, reprise
- Dis-lui toi que je t’aime (en concert) : Vanessa Paradis – Canal+ (diff. : 3 mai 1996) – inédit TV
- Malaise en Malaisie (en concert) : Vanessa Paradis – Canal+ (diff. : 3 mai 1996) – inédit TV, reprise
- Tandem (en concert) : Vanessa Paradis – Canal+ (diff. : 3 mai 1996) – inédit TV
- Flagrant délire (en concert) : Vanessa Paradis – Canal+ (diff. : 3 mai 1996) – inédit TV
- Ces petits riens : Jane Birkin – F2, Cercle de minuit (30 avril 1996) – inédit TV, reprise
- Physique et sans issue : Jane Birkin – F2, Cercle de minuit (30 avril 1996) – inédit TV
- Physique et sans issue : Jane Birkin – F2, Taratata no 133 (diff. : 24 septembre 1996) – inédit TV
- La Gadoue : Jane Birkin – F2, Taratata no 133 (diff. : 24 septembre 1996) – inédit TV, reprise
- Baby Lou : Jane Birkin – F2, Taratata no 133 (diff. : 24 septembre 1996) – inédit TV
- Ces petits riens : Jane Birkin – F2, Taratata no 133 (diff. : 24 septembre 1996) – inédit TV, reprise
- Élisa : Jane Birkin (avec Arno) – F2, Taratata no 133 (diff. : 24 septembre 1996) – inédit TV, reprise
- Di doo dah : Jane Birkin (avec Zazie) – F2, Taratata no 133 (diff. : 24 septembre 1996) – inédit TV
- Ces petits riens (en concert) : Jane Birkin – Olympia (décembre 1996) – CD, reprise
- Di doo dah (en concert) : Jane Birkin – Olympia (décembre 1996) – CD
- Fuir le bonheur de peur qu’il ne se sauve (en concert) : Jane Birkin – Olympia (décembre 1996) – CD
- Le Moi et le Je (en concert) : Jane Birkin – Olympia (décembre 1996) – CD
- Ex-fan des sixties (en concert) : Jane Birkin – Olympia (décembre 1996) – CD
- Baby Lou (en concert) : Jane Birkin – Olympia (décembre 1996) – CD
- Leur plaisir sans moi (en concert) : Jane Birkin – Olympia (décembre 1996) – CD
- Être ou ne pas naître (en concert) : Jane Birkin – Olympia (décembre 1996) – CD
- Ford Mustang (en concert) : Jane Birkin – Olympia (décembre 1996) – CD, reprise
- Baby alone in Babylone : Jane Birkin – Concert Integral à l’Olympia (décembre 1996)
- Con c’est con ces conséquences (en concert) : Jane Birkin – Olympia (décembre 1996) – CD
- Une chose entre autres (en concert) : Jane Birkin – Olympia (décembre 1996) – CD
- Ballade de Johnny Jane (en concert) : Jane Birkin – Olympia (décembre 1996) – CD
- Les Dessous chics (en concert) : Jane Birkin – Olympia (décembre 1996) – CD
- Elisa (en concert) : Jane Birkin – Olympia (décembre 1996) – CD, reprise
- Physique et sans issue (en concert) : Jane Birkin – Olympia (décembre 1996) – CD
- L’Anamour (en concert) : Jane Birkin – Olympia (décembre 1996) – CD, reprise
- Amour des feintes (en concert) : Jane Birkin – Olympia (décembre 1996) – CD
- Des ils et des elles (en concert) : Jane Birkin – Olympia (décembre 1996) – CD, reprise
- Quoi (en concert) : Jane Birkin – Olympia (décembre 1996) – CD
- La Gadoue (en concert) : Jane Birkin – Olympia (décembre 1996) – CD, reprise
- Dépression au-dessus du jardin (en concert) : Jane Birkin – Olympia (décembre 1996) – CD, reprise
- Et quand bien même (en concert) : Jane Birkin – Olympia (décembre 1996) – CD
- Comment te dire adieu (en concert) : Jane Birkin – Olympia (décembre 1996) – CD, reprise
- La Javanaise (en concert) : Jane Birkin – Olympia (décembre 1996) – CD, reprise

#### 1997
- Sous le soleil exactement Valérie Lagrange – Atlas (1997) – CD, reprise
- La Gadoue : Régine – Atlas Coup de cœur 1960 (1997) – CD, reprise
- Couleur café : Régine – Atlas Coup de cœur 1960 (1997) – CD, reprise
- La Chanson de Prévert : Nana Mouskouri – Hommages (1997) – CD, reprise
- Tandem : Vanessa Paradis (avec Francis Cabrel) – Le Zénith des Enfoirés (1997) – CD
- La Chanson de Prévert : Jane Birkin, Yves Simon, Sandrine Kiberlain et Alain Souchon – Le Zénith des Enfoirés (27 janvier 1997) – CD, reprise
- La Gadoue : Jane Birkin – Le Zénith des Enfoirés (27 janvier 1997) – CD, reprise
- La Gadoue : Jane Birkin – TF1, Les années tubes – TF1 (31 janvier 1997) – inédit TV, reprise
- Ces petits riens : Jane Birkin – France Inter, Pollen Vannier (25 février 1997) – inédit radio reprise
- Des ils et des elles : Jane Birkin – France Inter, Pollen Vannier (25 février 1997) – inédit radio
- Attends ou va-t’en : France Gall – M6, Concert privé (avril 1997) + CD
- Ex-fan des sixties : Jane Birkin (avec Elsa) – TF1, Les enfants de l’Olympia (14 avril 1997) – inédit TV
- Les Petits Papiers : Régine (avec Laurent Voulzy) – TF1, Les enfants de l’Olympia (14 avril 1997) – inédit TV
- Comment te dire adieu : Jane Birkin – F2, Taratata no 163 (diff. : 8 mai 1997) – inédit TV, reprise
- Couleur café : Jane Birkin (avec Kent et Zazie) – M6, Francofolies (14 juillet 1997) – inédit TV, reprise
- Comment te dire adieu : Jane Birkin – M6, Francofolies (14 juillet 1997) – inédit TV, reprise

#### 1999
- Accordéon (en concert) : Juliette Gréco – Odéon 1999 – CD
- Ces petits riens (récité) (en concert) : Jane Birkin – France Culture, Avignon (22 juillet 1999) – inédit radio, reprise
- Comment te dire adieu (en concert) : Jane Birkin – France Culture, Avignon (22 juillet 1999) – inédit radio, reprise
- Con c’est con ces conséquences (récité) (en concert) : Jane Birkin – France Culture, Avignon (22 juillet 1999) – inédit radio
- Couleur café (en concert) : Jane Birkin – France Culture, Avignon (22 juillet 1999) – inédit radio, reprise
- Dépression au-dessus du jardin (récité) (en concert) : Jane Birkin – France Culture, Avignon (22 juillet 1999) – inédit radio, reprise
- Et quand bien même (en concert) : Jane Birkin – France Culture, Avignon (22 juillet 1999) – inédit radio
- Fuir le bonheur de peur qu’il ne se sauve (récité) (en concert) : Jane Birkin – France Culture, Avignon (22 juillet 1999) – inédit radio
- L’amour de moi (en concert) : Jane Birkin – France Culture, Avignon (22 juillet 1999) – inédit radio
- Les Dessous chics (en concert) : Jane Birkin – France Culture, Avignon (22 juillet 1999) – inédit radio
- Physique et sans issue (en concert) : Jane Birkin – France Culture, Avignon (22 juillet 1999) – inédit radio
- Sous le soleil exactement (en concert à Macon) : Anna Karina – Une histoire d’amour (Bonus track – Japon 24 mai 2000) – CD
- La Main du masseur (en concert) (paroles Louki) : Pierre Louki – Espace Kiron, Paris (décembre 1999) – CD

#### 2000
- L’Anamour (en concert) : Jane Birkin (avec Beck) – Canal + (27 mai 2000) – inédit TV, reprise
- Volontaire – Alain Bashung (avec Noir Désir) – Climax (mai 2000) – CD
- Sous le soleil exactement (en concert) : Jane Birkin – Montreux (11 juillet 2000) – inédit TV, reprise
- Valse de Melody (en concert): Alain Chamfort – Montreux (11 juillet 2000) – inédit TV, reprise
- La Noyée (en concert) : Alain Chamfort – Montreux (11 juillet 2000) – inédit TV, reprise
- Nicotine (en concert) : Jane Birkin – Montreux (11 juillet 2000) – inédit TV
- En relisant ta lettre (en concert) : Alain Chamfort – Montreux (11 juillet 2000) – inédit TV, reprise
- Fuir le bonheur de peur qu’il ne se sauve (en concert) : Jane Birkin – Montreux (11 juillet 2000) – inédit TV
- La Javanaise (en concert) : Jane Birkin – Montreux (11 juillet 2000) – inédit TV, reprise
- La Vie Zizi (L’oiseau de paradis) : Zizi Jeanmaire – Zizi Jeanmaire (octobre 2000) – CD
- Tout l’monde est musicien : Zizi Jeanmaire – Zizi Jeanmaire (octobre 2000) – CD
- Jane B (en concert a Tokyo) : Jane Birkin – En concert au Japon 2000 (16 décembre 2000) – CD
- Di doo dah (en concert a Tokyo) : Jane Birkin – En concert au Japon 2000 (16 décembre 2000) – CD
- Ex-fan des sixties (en concert a Tokyo) : Jane Birkin – En concert au Japon 2000 (16 décembre 2000) – CD
- Les Dessous chics (en concert) : Jane Birkin – Tokyo, Japon (16 décembre 2000) – CD
- Baby Alone in Babylone (en concert) : Jane Birkin – Tokyo, Japon (16 décembre 2000) – CD
- Yesterday Yes a day (en concert) : Jane Birkin – Tokyo, Japon (16 décembre 2000) – CD
- L’Aquoiboniste (en concert) : Jane Birkin – Tokyo, Japon (16 décembre 2000) – CD
- La Chanson de Prévert (en concert) : Jane Birkin – Tokyo, Japon (16 décembre 2000) – CD, reprise
- Sous le soleil exactement (en concert) : Jane Birkin – Tokyo, Japon (16 décembre 2000) – CD, reprise
- Manon (en concert) : Jane Birkin – Tokyo, Japon (16 décembre 2000) – CD, reprise
- Valse de Melody (en concert) : Jane Birkin – Tokyo, Japon (16 décembre 2000) – CD, reprise
- Marilou sous la neige (en concert) : Jane Birkin – Tokyo, Japon (16 décembre 2000) – CD, reprise
- Fuir le bonheur de peur qu’il ne se sauve (en concert) : Jane Birkin – Tokyo, Japon (16 décembre 2000) – CD
- Je suis venu te dire que je m’en vais (en concert) : Jane Birkin – Tokyo, Japon (16 décembre 2000) – CD, reprise
- Ces petits riens (en concert) : Jane Birkin – Tokyo, Japon (16 décembre 2000) – CD, reprise
- Baby Lou (en concert) : Jane Birkin – Tokyo, Japon (16 décembre 2000) – CD
- Ford Mustang (en concert) : Jane Birkin – Tokyo, Japon (16 décembre 2000) – CD, reprise
- Ballade de Johnny Jane (en concert) : Jane Birkin – Tokyo, Japon (16 décembre 2000) – CD
- L’Anamour (en concert) : Jane Birkin – Tokyo, Japon (16 décembre 2000) – CD, reprise
- Quoi (en concert) : Jane Birkin – Tokyo, Japon (16 décembre 2000) – CD
- Comment te dire adieu (en concert) : Jane Birkin – Tokyo, Japon (16 décembre 2000) – CD, reprise
- Amours des feintes (en concert) : Jane Birkin – Tokyo, Japon (16 décembre 2000) – CD
- Con c’est con ces conséquences (en concert) : Jane Birkin – Tokyo, Japon (16 décembre 2000) – CD
- Couleur café (en concert) : Jane Birkin – Tokyo, Japon (16 décembre 2000) – CD, reprise
- Et quand bien même (en concert) : Jane Birkin – Tokyo, Japon (16 décembre 2000) – CD
- La Gadoue (en concert) : Jane Birkin – Tokyo, Japon (16 décembre 2000) – CD, reprise
- Le Couteau dans le play (en concert) : Jane Birkin – Tokyo, Japon (16 décembre 2000) – CD
- Nicotine (en concert) : Jane Birkin – Tokyo, Japon (16 décembre 2000) – CD
- Norma Jean Baker (en concert) : Jane Birkin – Tokyo, Japon (16 décembre 2000) – CD
- La Gadoue : Jane Birkin (avec Elsa) – F2, Dansez maintenant (30 septembre 2000) – inédit TV, reprise
- Désespérado (récité) : Bambou – Portraits (octobre 2000) – CD, reprise
- Dépression au-dessus du jardin (récité) : Bambou – Portraits (octobre 2000) – CD, reprise
- Made in China (récité) : Bambou – Portraits (octobre 2000) – CD
- Malaise en Malaisie (récité) : Bambou – Portraits (octobre 2000) – CD, reprise
- Pour ce que tu n’étais pas (récité) : Bambou – Portraits (octobre 2000) – CD, reprise
- Baby Lou (récité) : Bambou et Guy Godefroy – Portraits (octobre 2000) – CD, reprise
- L’Anamour (récité) : Bambou – Portraits (octobre 2000) – CD, reprise
- Lulu (récité) : Bambou – Portraits (octobre 2000) – CD
- Toi mourir (récité) : Bambou et Lulu – Portraits (octobre 2000) – CD, reprise
- L’Eau à la bouche (récité) : Bambou – Portraits (octobre 2000) – CD, reprise
- Tout l’monde est musicien (en concert) : Zizi Jeanmaire – Opéra Bastille (2001) – CD
- Ces petits riens (en concert) : Zizi Jeanmaire – Opéra Bastille (2001) – CD, reprise
- La Vie Zizi (en concert) : Zizi Jeanmaire – Opéra Bastille (2001) – CD
- Les Bleus (en concert) : Zizi Jeanmaire – Opéra Bastille (2001) – CD
- En relisant ta lettre : Alain Chamfort – Pop sessions (10 mars 2001) TV + CD, reprise
- Mon amour baiser : Jane Birkin (avec Étienne Daho) – Pop sessions (10 mars 2001) TV + CD

#### 2001
- Ne dis rien : Bambou et Lulu (avec Lulu) – Ne dis rien (2 avril 2001) – CD, reprise
- Manon (instrumental) : Lulu – Ne dis rien (2 avril 2001) – CD, reprise
- L’Eau à la bouche (en concert) : Vanessa Paradis – Au Zénith (3 avril 2002) – CD, reprise
- Requiem pour un con (en concert) : Vanessa Paradis – Au Zénith (3 avril 2002) – CD, reprise
- Accordéon : Juliette Gréco – France Inter, Le fou du roi (5 décembre 2001) – inédit radio
- La Gadoue : Jane Birkin – Téléthon, F2 (8 décembre 2001) – inédit TV, reprise

#### 2002
- L’Eau à la bouche : Vanessa Paradis – F2, Secrets de star (3 janvier 2002) – inédit TV, reprise
- Mangos (en concert) : Julien Clerc – Julien déménage (avril 2002) – CD
- Baby alone in Babylone (en concert) : Jane Birkin – Arabesque (Odéon 29 octobre 2002) – CD
- Et quand bien même (en concert) : Jane Birkin – Arabesque (Odéon 29 octobre 2002) – CD
- L’Amour de moi (en concert) : Jane Birkin – Arabesque (Odéon 29 octobre 2002) – CD
- Couleur café (en concert) : Jane Birkin – Arabesque (Odéon 29 octobre 2002) – CD, reprise
- Dépression au-dessus du jardin (récité) (en concert) : Jane Birkin – Arabesque (Odéon 29 octobre 2002) – CD, reprise
- Valse de Melody (en concert) : Jane Birkin – Arabesque (Odéon 29 octobre 2002) – CD, reprise
- Haine pour aime (en concert) : Jane Birkin – Arabesque (Odéon 29 octobre 2002) – CD
- Amours des feintes (en concert) : Jane Birkin – Arabesque (Odéon 29 octobre 2002) – CD
- Les Dessous chics (en concert) : Jane Birkin – Arabesque (Odéon 29 octobre 2002) – CD
- Fuir le bonheur (en concert) : Jane Birkin – Arabesque (Odéon 29 octobre 2002) – CD
- Comment lui dire adieu (en concert) : Jane Birkin – Arabesque (Odéon 29 octobre 2002) – CD, reprise
- Ces petits riens (en concert) : Jane Birkin – Arabesque (Odéon 29 octobre 2002) – DVD, reprise
- La Chanson de Prévert (récité) (en concert) : Jane Birkin – Arabesque (Odéon 29 octobre 2002) – DVD, reprise
- Physique et sans issue (en concert) : Jane Birkin – Arabesque (Odéon 29 octobre 2002) – DVD
- Les P’tits Papiers : Régine – France Inter, Fou du Roi (22 mai 2002) – inédit radio
- Ouvre la bouche ferme les yeux : Régine – Fou du Roi, France Inter (22 mai 2002) – inédit radio
- Ex-fan des sixties : Jane Birkin (avec Kelly et Beaco) – A Kapella (juin 2002) – CD
- Ballade de Johnny Jane : Jane Birkin (avec Christophe Miossec) – F2, Slap (diff. : 16 août 2002) – inédit TV
- Valse de Melody : Jane Birkin – France Inter, Le pont des artistes (28 décembre 2002) – inédit radio, reprise

#### 2003
- Martine boude (en concert) : Alain Bashung – La tournée des grands espaces (1er juin 2004) – CD
- Volontaire (en concert) : Alain Bashung – La tournée des grands espaces (1er juin 2004) – CD
- La Noyée : Carla Bruni – Quelqu'un m'a dit
- Un peu moins que tout à l’heure : Juliette Gréco – Aimez vous les uns les autres ou bien disparaissez… (novembre 2003) – CD
- Baby alone in Babylone : Jane Birkin (avec Keren Ann) – F2, La légende des voix (22 février 2003) – inédit TV
- La Gadoue : Petula Clark (avec Jane Birkin) – F2, La légende des voix (22 février 2003) – inédit TV
- La Guérilla : Valérie Lagrange – Fleuve Congo (mai 2003) – CD
- Martine boude (en concert) : Alain Bashung – France Inter, Festival des Vieilles Charrues (23 juillet 2003) – inédit radio

#### 2004
- L’Aquaboniste : Alain Chamfort – F3, Le fabuleux destin (3 mai 2004) – inédit TV, reprise
- Les P'tits papiers (en concert) : Régine – Folies Bergère 2004 – DVD
- Ouvre la bouche ferme les yeux (en concert) : Régine – Folies Bergère 2004 – DVD
- Les Femmes ça fait pédé (en concert) : Régine - Folies Bergère 2004 – DVD
- Amours des feintes (en concert) : Jane Birkin – France Inter, Pollen Argelès (21 août 2004) – inédit radio
- Comment te dire adieu (en concert) : Jane Birkin – France Inter, Pollen Argelès (21 août 2004) – inédit radio, reprise
- Couleur café (en concert) : Jane Birkin – France Inter, Pollen Argelès (21 août 2004) – inédit radio, reprise
- Élisa (en concert) : Jane Birkin – France Inter, Pollen Argelès (21 août 2004) – inédit radio, reprise
- Et quand bien même (en concert) : Jane Birkin – France Inter, Pollen Argelès (21 août 2004) – inédit radio
- Fuir le bonheur de peur qu’il ne se sauve (en concert) : Jane Birkin – France Inter, Pollen Argelès (21 août 2004) – inédit radio
- Valse de Melody (en concert) : Jane Birkin – France Inter, Pollen Argelès (21 août 2004) – inédit radio, reprise
- Amours des feintes (en concert) : Jane Birkin – Arabesque voyage (décembre 2004) – DVD
- Ballade de Melody Nelson (en concert) : Jane Birkin – Arabesque voyage (décembre 200) – DVD, reprise
- Ces petits riens (en concert) : Jane Birkin – Arabesque voyage (décembre 200) – DVD, reprise
- Comment te dire adieu (en concert) : Jane Birkin – Arabesque voyage (décembre 200) – DVD, reprise
- Couleur café (en concert) : Jane Birkin – Arabesque voyage (décembre 200) – DVD, reprise
- Dépression au-dessus du jardin (récité) (en concert) : Jane Birkin – Arabesque voyage (décembre 200) – DVD, reprise
- Et quand bien même (en concert) : Jane Birkin – Arabesque voyage (décembre 200) – DVD
- Fuir le bonheur de peur qu’il ne se sauve : Jane Birkin – Arabesque voyage (décembre 200) – DVD
- La Chanson de Prévert (récité) : Jane Birkin – Arabesque voyage (décembre 200) – DVD, reprise
- Les Dessous chics : Jane Birkin – Arabesque voyage (décembre 200) – DVD
- Physique et sans issue : Jane Birkin – Arabesque voyage (décembre 200) – DVD

#### 2005
- Malaise en Malaisie (en concert) : Alain Chamfort – Impromtu dans les jardins du Luxembourg (novembre 2005) – CD
- Joujou à la casse (en concert) : Alain Chamfort – Impromtu dans les jardins du Luxembourg (novembre 2005) – CD
- Bambou (en concert) : Alain Chamfort – Impromtu dans les jardins du Luxembourg (novembre 2005) – CD
- Chasseur d’ivoire (en concert) : Alain Chamfort (avec Héléna Noguerra) – Impromtu dans les jardins du Luxembourg (novembre 2005) – CD
- Manureva (en concert) : Alain Chamfort – Impromtu dans les jardins du Luxembourg (novembre 2005) – CD
- Bambou : Alain Chamfort – F2, Taratata (diff. : 10 juin 2005) – inédit TV
- Sorry Angel : Jane Birkin et Franz Ferdinand – F4, Taratata no 180 (diff. : 3 février 2006) – inédit TV, reprise

#### 2006
- Les Bleus : Régine – Gainsbourg fait chanter Régine – reprise
- Les Bleus : Régine – F2, Vivement Dimanche (12 mars 2006) – inédit TV, reprise
- Sorry Angel (A song for sorry angel) : Jane Birkin et Franz Ferdinand – Monsieur Gainsbourg revisited (mars 2006) – reprise
- Requiem pour un con (Requiem for a jerk) : Françoise Hardy, Faultline & Brian Molko – Monsieur Gainsbourg revisited (mars 2006) – reprise
- Lola Rastaquouère (Lola R for ever) : Marianne Faithfull et Sly & Robbie – Monsieur Gainsbourg revisited (mars 2006) – reprise
- Comme un boomerang (Boomerang 2005) : Dani, Gonzalès, Feist – Monsieur Gainsbourg revisited (mars 2006)
- Ballade de Melody Nelson : Jane Birkin et Christophe Miossec – Canal + La Musicale (31 mars 2006) – inédit TV, reprise
- Je suis venu te dire que je m'en vais : Jane Birkin – Canal + La Musicale (31 mars 2006) – inédit TV, reprise
- La Décadanse : Alain Chamfort – F2, Gainsbourg pour toujours (15 avril 2006) – inédit TV, reprise
- Malaise en Malaisie : Alain Chamfort et Skye – F4, En direct de… Les Francofolies (16 juillet 2006) – inédit TV
- La Chanson de Prévert – Juliette Gréco, Le Temps d'une chanson, CD, Polydor / Universal

## Bandes Originales de Films
Gainsbourg participe en outre à la création de la bande originale de nombreux films, parmi lesquels :
• Le Pacha (1968)
- Cannabis (1970)
- Vous n'aurez pas l'Alsace et la Lorraine (1977)
- Goodbye, Emmanuelle (1977)
- Les Bronzés (1978)
- Je vous aime (1980)
- Tenue de soirée (1986)